# Archetipo (psicologia)

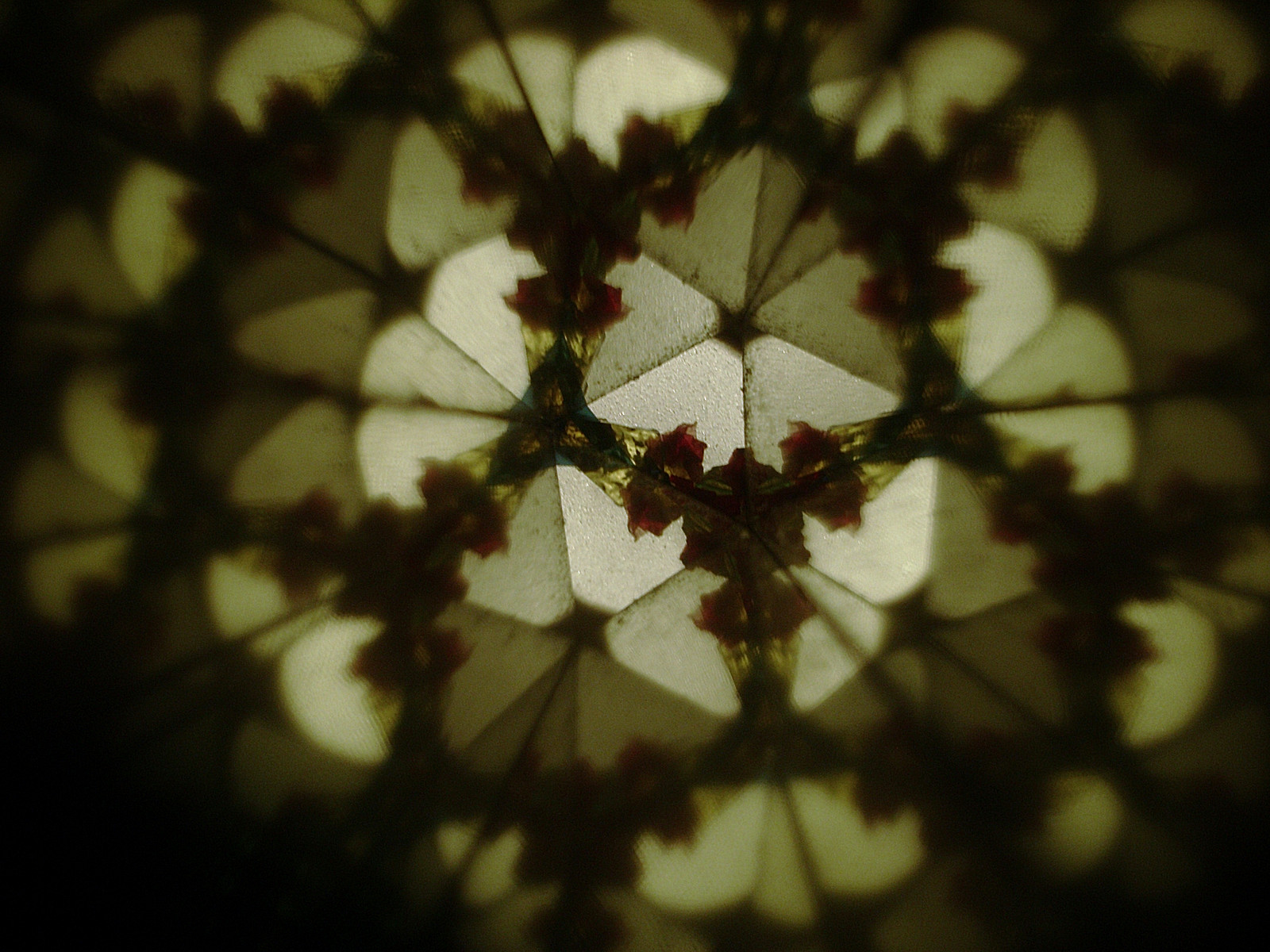
L'archetipo è ciò che forma a priori l'esperienza umana, attraverso la struttura stessa del cervello, e che condiziona i modelli di pensiero o rappresentazione.

L'archetipo è un concetto appartenente alla psicologia analitica sviluppato dallo psichiatra e psicoanalista svizzero Carl Gustav Jung (1875 - 1961) che definisce la tendenza umana a usare la stessa «forma di rappresentazione a priori» contenente un tema universale strutturante la psiche, comune a tutte le culture ma rappresentato in varie forme simboliche.
L'archetipo è per la psicologia junghiana un processo psichico fondante delle culture umane perché esprime i modelli elementari di comportamento e rappresentazioni derivanti dall'esperienza umana in tutti i tempi della storia, in connessione con un altro concetto junghiano, quell'inconscio collettivo.
Gli archetipi compaiono nei miti, nelle religioni, ma anche nei sogni; formano categorie simboliche che strutturano culture e mentalità e orientano il soggetto verso la sua evoluzione interiore, chiamata individuazione nella psicologia di Jung. Per quest'ultimo, gli archetipi sono fondamentalmente caratterizzati dal fatto che uniscono un simbolo a un'emozione. In tal modo, sono «potenziali di energia psichica» costituenti tutte le attività umane e che guidano la libido. Gli archetipi incarnano così, nello spazio mentale, depositi permanenti di esperienze ripetute continuamente per generazioni.
Se Jung e i suoi seguaci hanno sempre evocato l'archetipo come ipotesi sulla struttura profonda della psiche, ne hanno comunque fatto un perno molto polemico della psicologia analitica, corollario dell'altrettanto controverso concetto di inconscio collettivo. Eppure Jung non è il primo a evocare la possibilità dell'esistenza di "immagini primordiali“condizionate dall'immaginario e la rappresentazione; prima di lui, infatti, molti filosofi hanno postulato la sua influenza sulla natura umana. Infine, il concetto ha conosciuto, dopo Jung e fino alle moderne teorie scientifiche, una rinascita che lo rende una teoria che rimane attuale.

## Definizione in psicologia analitica

### L'archetipo: una struttura di rappresentazione
Dal greco antico αρχέτυπον arkhêtupon che significa "modello primitivo", inserito nelle lingue moderne attraverso il latino archetypum, o "originale" o "modello", Carl Gustav Jung considera l'archetipo «una struttura di rappresentazione» a priori, o anche come «un’immagine primordiale» e se non può essere rappresentato influenza di meno i valori e le esperienze della coscienza del soggetto (la sua "anima” nel vocabolario junghiano). In altre parole, e Jung insiste molte volte su questo punto, a seguito delle incomprensioni e dei recuperi non molto rigorosi di questo concetto.
L'archetipo è quindi un processo psichico di "psiche oggettiva" (la parte psichica che non dipende dal soggetto), legata all'inconscio collettivo; ecco perché Jung lo classifica all'interno dei processi "transpersonali". È inerente e persino emergente dalla struttura psichica umana: «Gli archetipi sono forme istintive di rappresentazione mentale». Pensa quindi che gli archetipi provengano dai più antichi istinti della biopsicologia umana, e che derivino dalla filogenesi del vivente, condizionando le rappresentazioni (così come, nella teoria della relatività, la materia è una forma di energia), e non semplicemente un ricordo o una traccia cognitiva. È soprattutto una forma data a un potenziale di energia psichica. I morfologi delle religioni come Van der Leeuw e Mircea Eliade (che ha incontrato Jung) usano la nozione di "archetipo" per designare i simboli fondamentali che sono le matrici delle rappresentazioni, accezione che si ritrova anche negli studi letterari (un archetipo è il testo originale di un tema).

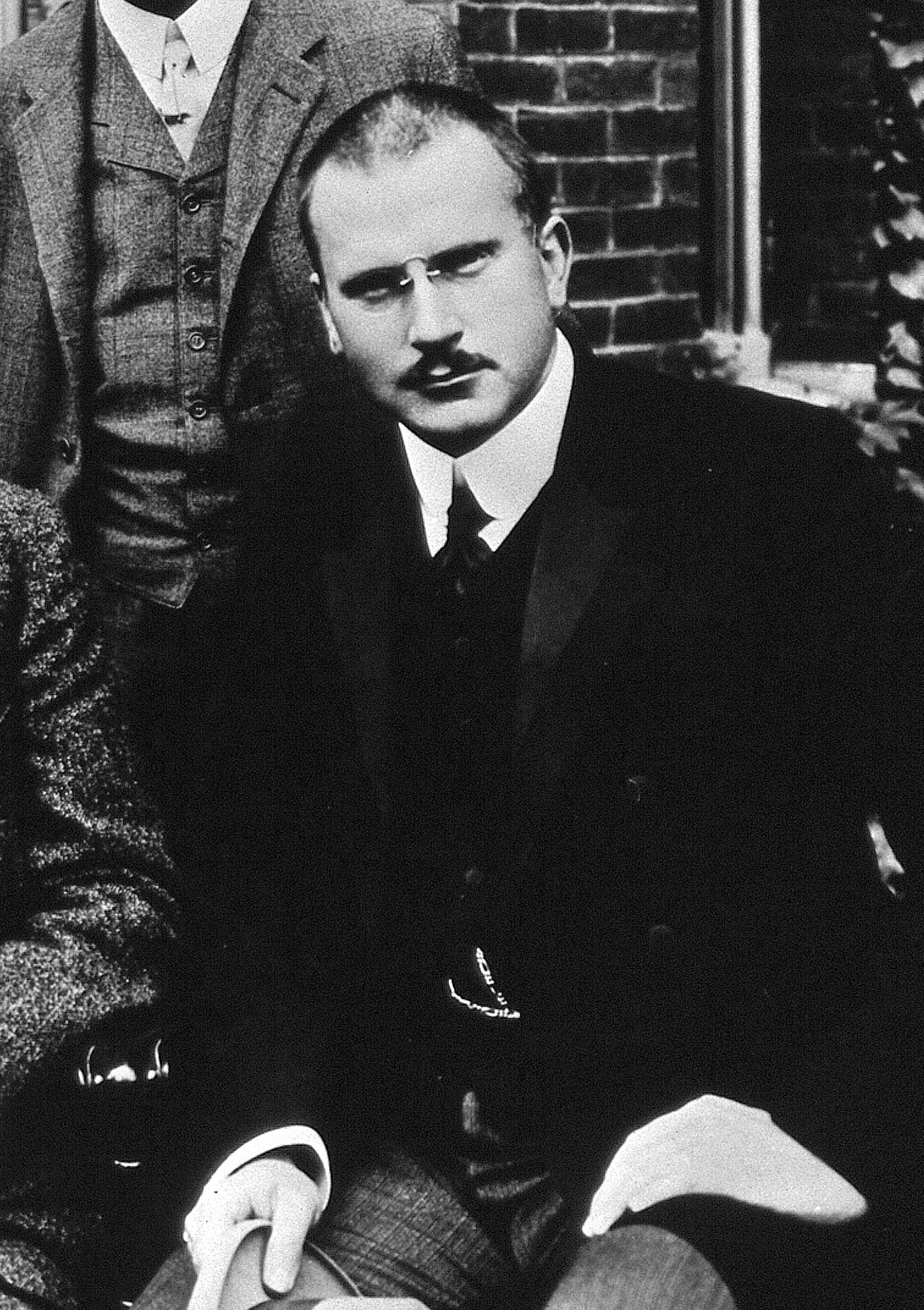
Carl Gustav Jung, psichiatra svizzero, ha proposto di vedere negli archetipi l'origine dei miti universali.

Murray Stein, nell'International Dictionary of Psychoanalysis (2005), riassume così il concetto junghiano di archetipo: 
 Gli archetipi sono per Aimé Agnel «potenziali dell’energia psichica.»
L'archetipo è quindi una somma e un complesso (schema) di energia psichica ed è da questa natura che deriva il suo predominio sulla psiche. Man mano che le rappresentazioni mentali si sviluppano, e nel tempo, gli archetipi si stratificano e organizzano l'apparato psichico. Per Jung, questo processo è naturale nel senso che è programmato nei vivi ed è simile alla crescita delle piante. Jung aggiunge, in Tipi psicologici, che sono «una forma simbolica che entra in funzione ovunque non ci sia ancora un concetto cosciente», ecco perché la forma stessa dell'archetipo è impossibile da rappresentare: la coscienza percepisce solo le manifestazioni attraverso il filtro della cultura, principalmente i motivi mitologici o le emozioni numinose nei sogni.

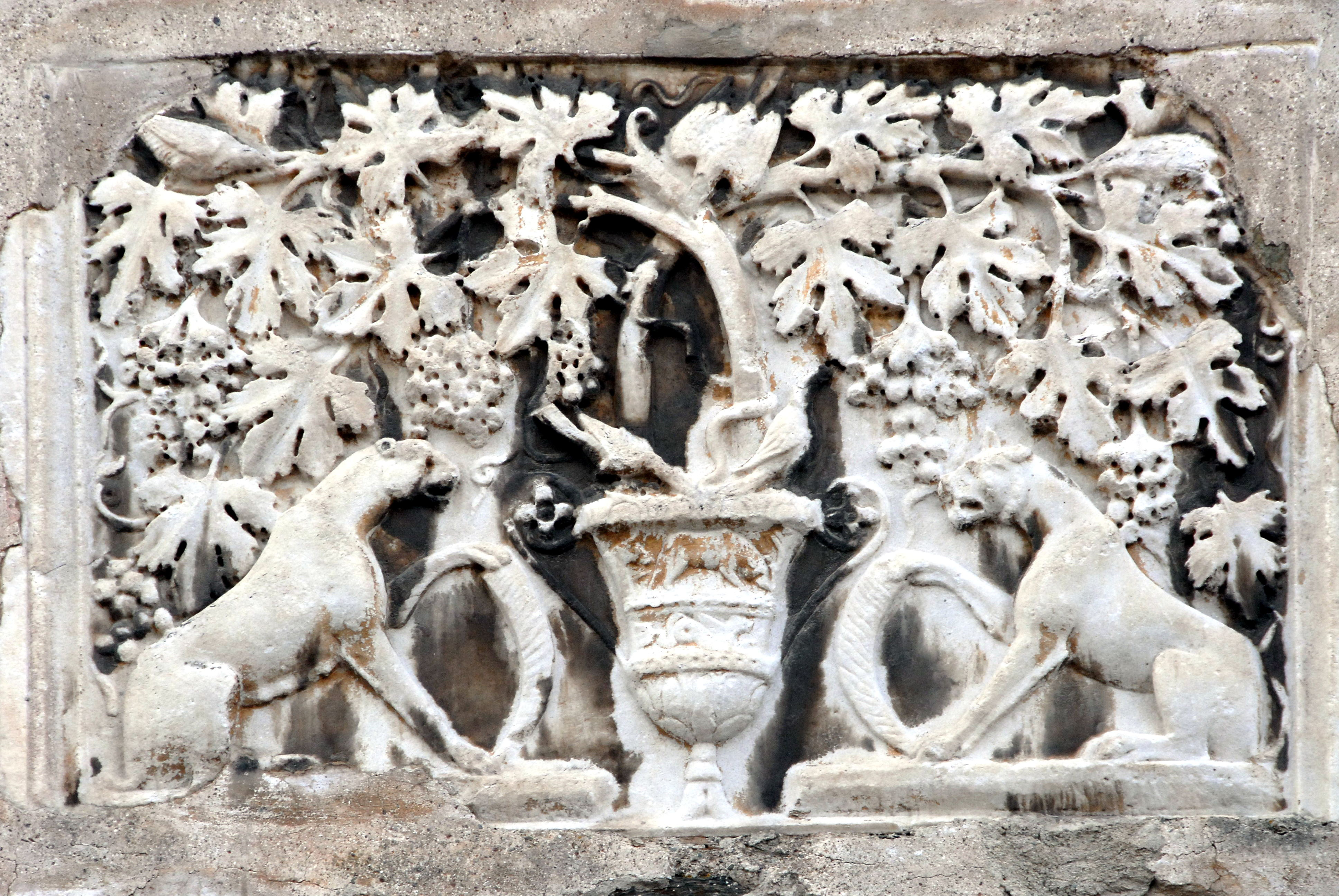
L'"Albero della vita” è un archetipo presente nella maggior parte delle culture. Rappresenta principalmente lo sviluppo naturale e armonioso della personalità.

In realtà, l'archetipo produce manifestazioni che l'uomo percepisce in forma simbolica e mitologica, ma queste ultime non sono l'archetipo stesso, che sfugge a ogni concettualizzazione poiché si tratta di una predisposizione mentale. Jung preferisce parlare di "modelli archetipici" o "mitologemi":

### Una classificazione dell'immaginazione simbolica umana
Mentre lavorava sulla psiche umana e le sue manifestazioni, Jung arrivò a distinguere un certo numero di queste "grandi immagini", ritornando regolarmente alla storia dell'umanità, che egli classifica in due categorie: gli "archetipi transpersonali", che rappresentano le qualità emanate dalla cultura e dal collettivo, e gli "archetipi personali", che prendono forma da ciò che lo psichiatra svizzero chiama "personaggi" (la tendenza maschile o Animus e femminile o Anima, l'Ombra, la persona) che hanno una funzione all'interno delle dinamiche psichiche del soggetto.
L'immaginazione umana è quindi formata da un insieme indefinito  di archetipi: «Un archetipo è sempre inscritto in un quadro fittizio, con rappresentazioni duplicate. L'archetipo è inscritto in una rete di rappresentazioni in relazione tra loro, che conducono sempre ad altre immagini archetipiche e costantemente sovrapposte, e che insieme formano il tratto singolare della vita.» Jung ha prodotto un metodo unico per analizzare questi archetipi, basato sulle reti simboliche in cui gli archetipi si sono evoluti: il "metodo delle amplificazioni" all'interno del quale si trovano gli archetipi, nelle parole di Charles Baudouin, «costanti dell'immaginazione.»
Rappresentando temi universali, all'origine di tutte le domande umane sul suo futuro o sulla sua natura, tutti gli archetipi formano effettivamente un "campo di significati" (un po' come gli elettroni esistono all'interno di un campo fisico) raggruppando tutte le rappresentazioni umane. I simboli archetipici sono così correlati tra loro, in una certa misura, e secondo la cultura di riferimento, anche dell'epoca (sapendo che certi problemi o crisi psichiche collettive possono alterare la percezione comune). Jung dice di loro " contaminati" l'un l'altro. La "legge sulla contaminazione" è il concetto attraverso il quale Jung descrive questa realtà, impossibile da schematizzare dato che gli archetipi si fondono e lo spazio immaginario umano si allarga. Formano un insieme ideale con limiti indefiniti, strutturando e limitando la coscienza umana, i temi che si riverberano a vicenda e basati su questa legge di contaminazione che Marie-Louise Von Franz, continuatrice ufficiale di Jung, ha ulteriormente descritto, studiando in particolare i racconti delle fate, in cui riappaiono regolarmente e sembrano persino influenzare la struttura narrativa. Secondo lei, la semplicità delle fiabe rende più facile l'accesso a queste strutture di base della psiche.
Infine, Jung postula che la vera essenza dell'archetipo sia trascendente: la coscienza e il suo sistema percettivo non possono conoscerla. Di per sé, l'archetipo è nel suo moto uno "psicoide" vale a dire, che trasgredisce la realtà psichica, evolvendosi nella sua forma inconscia e indeterminata, in un non luogo dove esiste e regna la sincronicità. Michel Cazenave ammette quindi la polisemia del concetto «allo stesso tempo matrice di immagini nel campo dell'inconscio, condizione di possibilità in relazione all'esperienza, struttura metafisica nel regno reale dell'anima.»

## Genesi del concetto

### Un concetto originariamente filosofico e poi antropologico

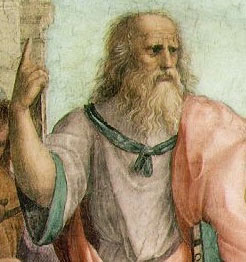
Il mondo delle idee di Platone ha largamente influenzato Jung, che lo vede come una delle forme date dalla filosofia all'archetipo dell'inconscio.

La nozione di "archetipo" è di ispirazione filosofica e di tradizione. Appare per la prima volta in Platone attraverso la nozione di "Idee" (eidé in greco antico), dal dialogo socratico del Fedone. Per Platone, il mondo intelligibile (il mondo reale, degli uomini e delle loro percezioni) è solo il riflesso di un mondo ideale, formato da idee pure. Questa è la teoria platonica delle idee, che il filosofo Plotino, fondatore della scuola neoplatonica di Roma, riprende e sviluppa e che ha fortemente ispirato Jung. Il filosofo greco Senocrate dà a questa definizione di "Idea" o "Forma intelligente" secondo Platone: «L'Idea è la causa che serve da modello per oggetti la cui costituzione è inscritta da tutta l'eternità nella natura.» In realtà, il concetto è stato utilizzato anche prima di Platone, dai presocratici, che hanno avanzato i principi costitutivi dei fenomeni, l'archè in greco antico (spesso tradotto da "i principi").
Nella filosofia europea e cristiana, la nozione di "archetipo" si trova prima nel teologo Sant'Agostino attraverso l'espressione di "idee principali" poi nel filosofo empirista inglese John Locke, che definisce quindi gli archetipi come «Collezioni di idee semplici che lo spirito assembla a se stesso, e ognuno dei quali contiene precisamente tutto ciò che ha un disegno che contiene», nel suo Saggio sull'intelletto umano pubblicato nel 1690. Più in generale, presso i filosofi empiristi, l'archetipo è una «sensazione primitiva che serve come punto di partenza per la costruzione psicologica di un'immagine».
Il concetto è così polisemico che si trova nel pensiero di molti filosofi e scienziati moderni.  Significati anche gli istinti sociali di Charles Darwin, il "linguaggio universale dei sogni" del naturalista tedesco Gotthilf Heinrich von Schubert (1780 - 1860), le "facoltà" di Henri Bergson o le "isomorfe" dello psicologo della Gestalt Wolfgang Köhler danno dei significati simili. Anche la concezione di Noam Chomsky dell'acquisizione del linguaggio, basata su un "processo di acquisizione innato", è simile.
L'antropologo tedesco Adolf Bastian (1826-1905) sembra tuttavia, nel campo delle scienze umane, essere stato il primo a evocare l'esistenza di una struttura universale dello spirito umano che può spiegare l'esistenza degli stessi riti, miti e pensieri in tutto il mondo. Bastian ha sostenuto, nel capitolo "Ethnische Elementargedanken" ("idee elementari etniche") della sua opera Lehre vom Menschen, nel 1895, una "unità psichica dell'umanità". Le culture umane sono quindi ovunque comprensibili da leggi di sviluppo universali ma indipendenti, che producono "Elementargedanken" suscettibili di "particolari sviluppi storici e culturali" che si esprimono attraverso Völkergedanken ("idee dei popoli"). È considerato in Germania come il padre della Völkerkunde (generalmente tradotto come "etnologia").
Sono soprattutto le opere di Richard Wolfgang Semon (1859 - 1918) e la sua nozione di "Engramma" (o "traccia cerebrale") che sono più vicine a quelle di Jung. Infine, le idee degli antropologi contemporanei, come Mircea Eliade, Claude Lévi-Strauss o persino Lucien Lévy-Bruhl, hanno permesso a Jung di avanzare nella sua ipotesi di strutture fondatrici dell'immaginario collettivo.

### Pattern of behavioure archetipi
Jung usa spesso l'espressione pattern of behaviour, per designare l'archetipo perché organizza non solo percezioni, rappresentazioni e processi psichici, ma anche l'attività e i comportamenti del soggetto, la sua esperienza del mondo. Jung insiste ripetutamente sulla relazione tra il suo concetto di archetipo e il concetto biologico ed etologico di pattern of behaviour, creato dall'etologo Johann Ferdinand Adam von Pernau (1660-1731), come evidenziato da una lettera del 13 febbraio 1954 al professor G.A. Von Den Bergh:

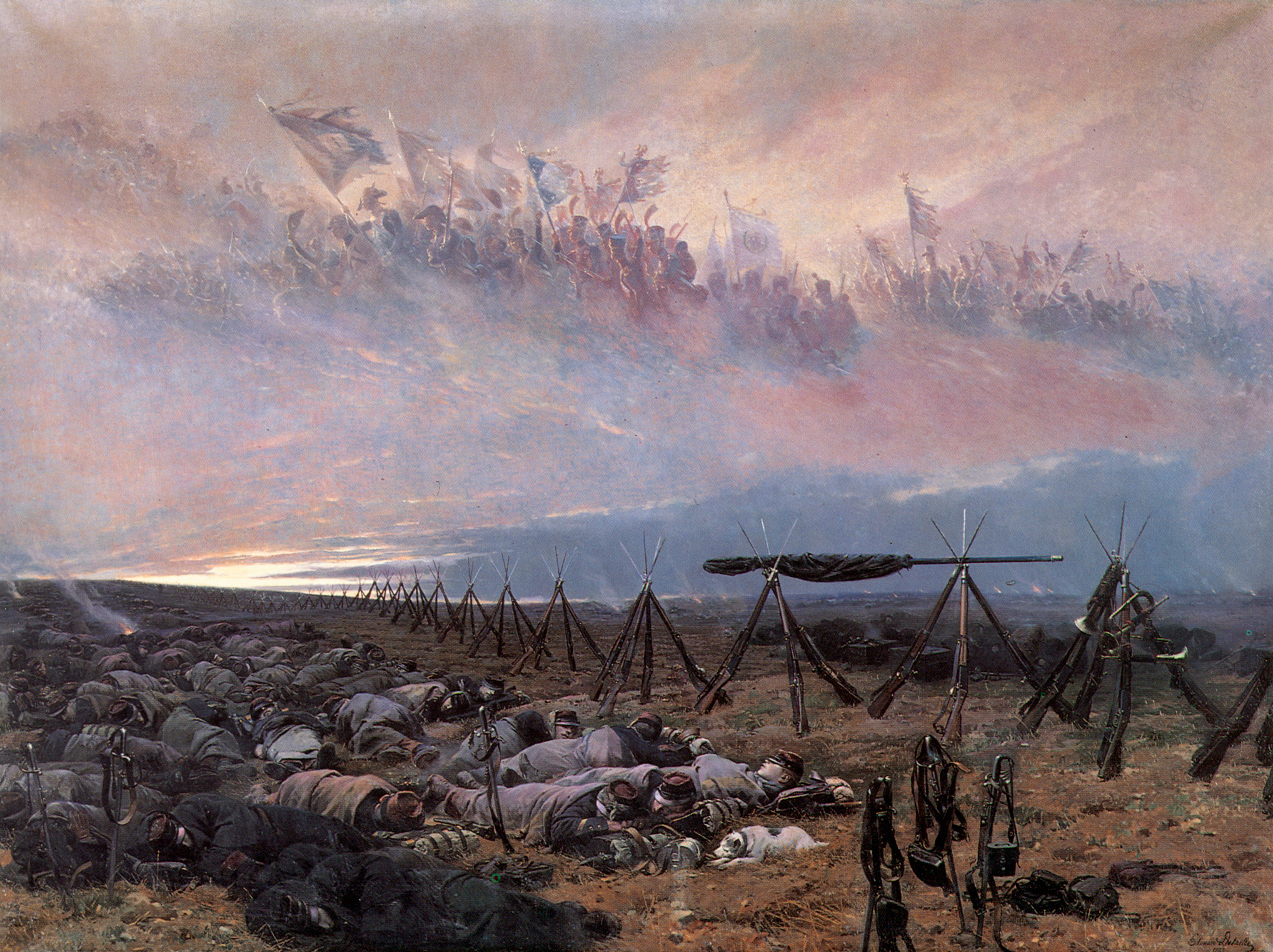
Il sogno è plasmato dagli archetipi secondo Jung, che hanno la funzione di compensare l'atteggiamento cosciente del soggetto.

Psichiatra di formazione, lettore affermato di Kant, definendosi un empirista, Jung non ha mai smesso, dall'inizio della sua idea di archetipo, di dimostrarne la validità fisiologica. Se l'archetipo è soprattutto una disposizione inconscia, esiste a un livello più che altro biologico, l'engram o traccia nella memoria. Tuttavia, a differenza dei biologi, Jung rifiuta la natura ereditaria dell'archetipo.  Esiste un quadro biologico ma sono le esperienze che lo riempiono, come sottolinea anche Henri Laborit: "eredità genetica, eredità semantica, questo è ciò che il cervello dell'uomo moderno contiene all'inizio, aggiungerà il contenuto della sua esperienza personale". Il concetto quindi contiene due definizioni, osserva Henri F. Ellenberger: "Dobbiamo prima distinguere tra gli “archetipi” propri, che normalmente rimangono latenti e inconsci, e le “immagini archetipiche” che corrispondono alle loro manifestazioni a livello di coscienza".

### Genesi presso C. G. Jung

#### Dalle "grandi immagini" ai "centri energetici"
(Marie-Louise von Franz)
Il termine "archetipo" è stato costituito da Carl Gustav Jung a poco a poco, nel corso di varie osservazioni. Seguendo il termine "imago" usato dal romanziere Carl Spitteler nel suo romanzo omonimo, Jung definisce i personaggi immaginari attraverso ciò. Sarà principalmente una questione di imago paterna e imago materna, spiega Charles Baudouin. Il concetto, ideato nel 1907 da Jung, si unisce poi al vocabolario psicoanalitico, sintetizzando la percezione che il bambino può avere dei suoi genitori ma anche la concezione che ha di loro. Jung usa quindi le espressioni "immagine storica" e "immagine primordiale" (urbild o urtümliches Bild), termini provenienti da Jacob Burckhardt nel 1912 per designare questi elementi costitutivi dell'immaginario collettivo, come dramatis personae che si muovono nello spazio. Di questa scena.
Man mano che il suo lavoro andava avanti, Jung, allora un giovane psichiatra, notò la ricorrenza, nei sogni o nelle delusioni dei suoi pazienti, di certi motivi che erano sempre esistiti. In questo la genesi del concetto di archetipo è inseparabile da quella del concetto di “inconscio collettivo”. Sotto l'autorità di Jung sin dal suo ingresso a Burghölzli nel 1909, Johann Jakob Honneger studia il caso di Emil Schwyzer, entrato nella Clinica di Zurigo nel 1901. Questo paziente presenta infatti un'immaginazione particolare: pensandosi Dio, vedeva il Sole come un “membrum erectum” (“un pene eretto”) il cui movimento produce il vento. Ciò sembrò incomprensibile a Jung, fino al 1910, quando trovò in due opere sul culto di Mitra di Albrecht Dieterich e George Robert Mead la visione "di una pipa appesa al Sole". In Metamorphoses and Symbols of Libido (1911-1912, ora Metamorphoses of the Soul and its Symbols) Jung dice poi a se stesso che è "un tratto generalmente umano, una disposizione funzionale atta a produrre rappresentazioni simili o analoghe", un'intuizione che lo conduce all'ipotesi dell'inconscio collettivo. Già nel 1916 Jung parlava poi di "archetipi dell'inconscio collettivo" (Psicologia dell'inconscio).
In una lettera a Sigmund Freud, Jung spiega la sua posizione: "Non risolveremo la radice della nevrosi e della psicosi senza la mitologia e la storia delle civiltà". Con questo intende che la psicoanalisi deve essere basata sulla presa in considerazione della storia dei simboli, nel tempo e nello spazio. Nel 1910, Honneger tenne una conferenza a Norimberga sulle sue conclusioni del caso Schwyzer, dal titolo "La formazione del delirio paranoico". La nozione di archetipo compare ufficialmente in Jung dello stesso anno, nello studio “Istinto e inconscio”. Inoltre, le letture di Jung sull'antropologia all'epoca lo convinsero dell'esistenza di grandi tendenze istintuali che la psiche cerca di formalizzare; nel 1925 Jung si recò in Kenya per studiare le culture tribali della regione, studi che consolidarono la sua tesi di una parentela simbolica tra civiltà. Infine, dal 1929 in poi, ha frequentato assiduamente testi alchemici, in cui ha notato non solo che alcuni temi erano ricorrenti, ma anche che questi temi si trovavano in altre attività della mente umana come mitologia, poesia, teologia, arte, ma anche nella pratica terapeutica. È inoltre da un testo alchemico, il Corpus Hermeticum attribuito a Dionigi l'Areopagita, che Jung prende in prestito la parola “archetipo”.

#### Una prova dell'inconscio collettivo
Il concetto di "archetipo" di Jung è intimamente dipendente dal concetto altrettanto innovativo di inconscio collettivo. Jung è stato il primo a postulare, in Psicologia e psicoanalisi, l'esistenza di un inconscio comune a tutti gli uomini, e che si trova nei miti e nelle produzioni dell'umanità. Di per sé, l'archetipo è un'immagine originale che esiste nell'inconscio, ma che non è il risultato dell'esperienza personale. L'archetipo in sé è un'energia probabilmente indipendente dalla mente umana, dalla natura trascendente, e che ha la particolarità di essere un elemento di trasformazione. La somma degli archetipi (Jung si è sempre astenuto dal proporre un elenco fattuale) realizza così un vasto campo simbolico che limita la visione e la rappresentazione dell'uomo sul suo mondo e su se stesso: "Un archetipo è sempre inscritto in una cornice fittizia, con rappresentazioni duplicate. L'archetipo è inscritto in una rete di rappresentazioni correlate, che conducono sempre ad altre immagini archetipiche che si sovrappongono costantemente e che insieme formano il singolare tappeto della vita”.
Se la psicologia analitica ha saputo identificare l'espressione di questi archetipi nella cultura e categorizzarli, ciò non significa che gli archetipi siano motivi mitologici presenti in noi di cui saremmo gli eredi. Fin dall'inizio, l'inconscio collettivo ha alimentato le speculazioni più eccentriche: molte persone li hanno visti come un'emanazione psichica della genetica, situata nel cervello, e che spiega vite passate o atavismo, tra gli altri, ma: «Il termine "archetipo" è spesso creduto riferirsi a immagini o motivi mitologici definiti. Ma queste non sono altro che rappresentazioni coscienti: sarebbe assurdo supporre che tali rappresentazioni variabili possano essere ereditate».

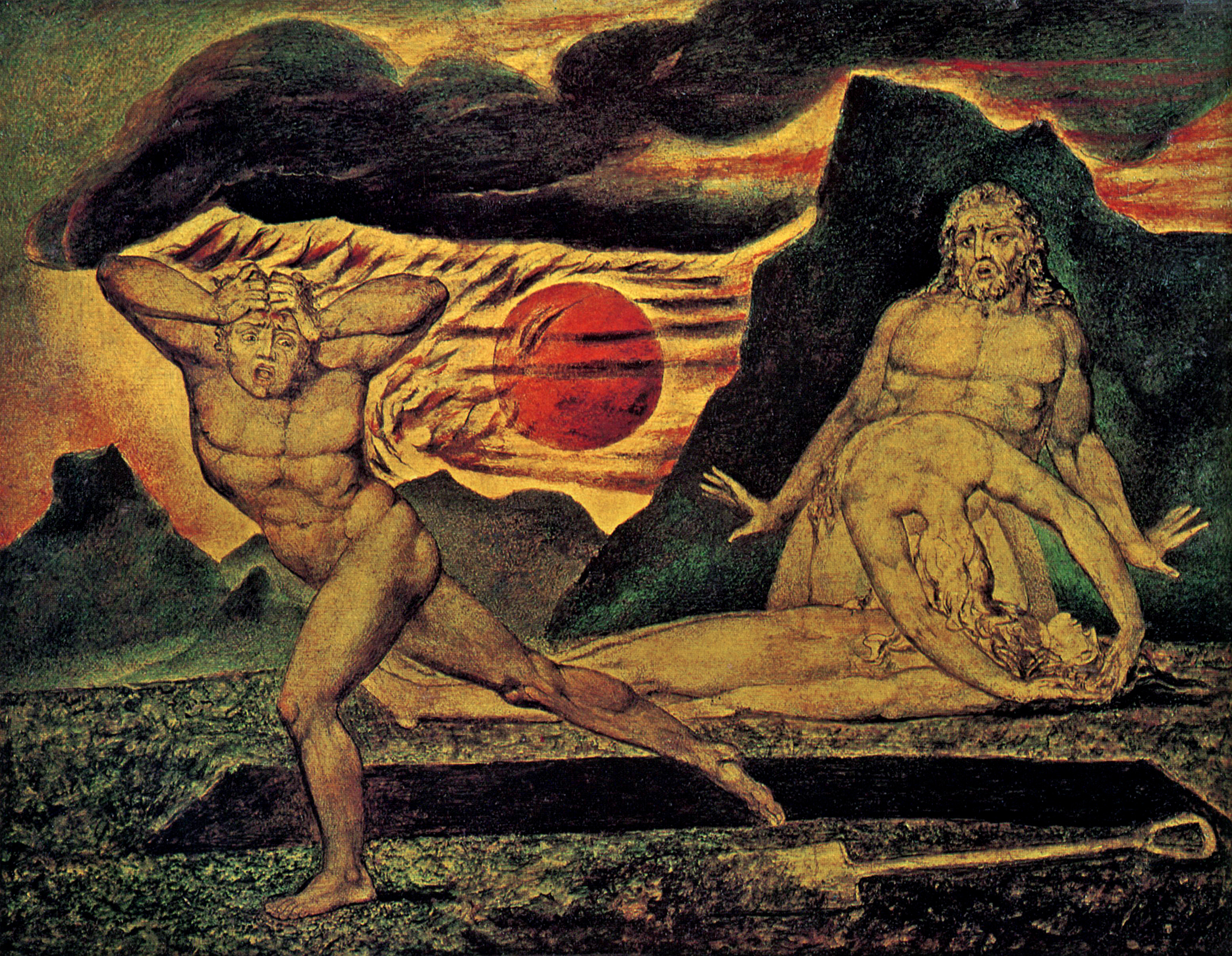
I dipinti di William Blake, animati da una forza soprannaturale, rappresentano molti archetipi.

Si tratta piuttosto di categorizzazioni, di tendenze dentro di noi che strutturano la psiche individuale, a partire da uno schema valido per l'intera specie, certo ma non trasmesso come patrimonio. Jung ha insistito molto su questo alla fine della sua vita, ansioso di dissipare le incomprensioni del concetto. Secondo lui, è la capacità di trovare questo modello che viene ereditato, non gli archetipi, che spiega le variazioni nelle figurazioni attraverso i secoli, senza che il contenuto emotivo sia alterato: «L'archetipo risiede nella tendenza. Rappresentando tali motivi per noi, una rappresentazione che può variare notevolmente nei dettagli, senza perdere il suo schema fondamentale.» spiega.
Queste strutture fondamentali si materializzano in particolare nel rito, specifico dell'uomo (ma anche degli animali; Jung infatti fa l'ipotesi che l'animale senta gli archetipi). Si basa quindi su un'abbondante letteratura antropologica, che va da James George Frazer a Mircea Eliade, e che dimostra i fondamenti del rito. Per lo psichiatra svizzero, "Un archetipo rappresenta davvero un evento tipico". Citando in Psychologie du transfert la persistenza del Venerdì Santo e altri rituali di lamenti annuali come i lamenti di Lino, Tammuz o Adone, l'idea universale della morte per cui "l'estinzione della coscienza deve corrispondere a un archetipo importante". Jung parte quindi da un fatto accertato, l'esistenza di un rituale che anima una comunità, ed estrapola il simbolismo, esaltandone il motivo centrale, numinoso.
Dal 1919, Jung cercherà nei miti personali degli psicotici la prova di queste influenze culturali inconsce. Cerca quindi di dare una base filogenetica alla patologia delle nevrosi e delle psicosi. Individuò rapidamente "particolarità che sfuggono a qualsiasi spiegazione dalle circostanze della biografia individuale". Jung rifiuta quindi la concezione classica che l'essere umano nasca come tabula rasa (una tavoletta di cera priva di qualsiasi iscrizione), al contrario c'è una parte innata in ognuno e questa parte è collettiva. Si tratta di motivi che non sono affatto inventati ma che si incontrano invece come forme tipiche. Tuttavia, e contrariamente alla credenza popolare, gli archetipi sono sempre stati considerati da Jung come un'ipotesi di lavoro.

#### Archetipi e istinti

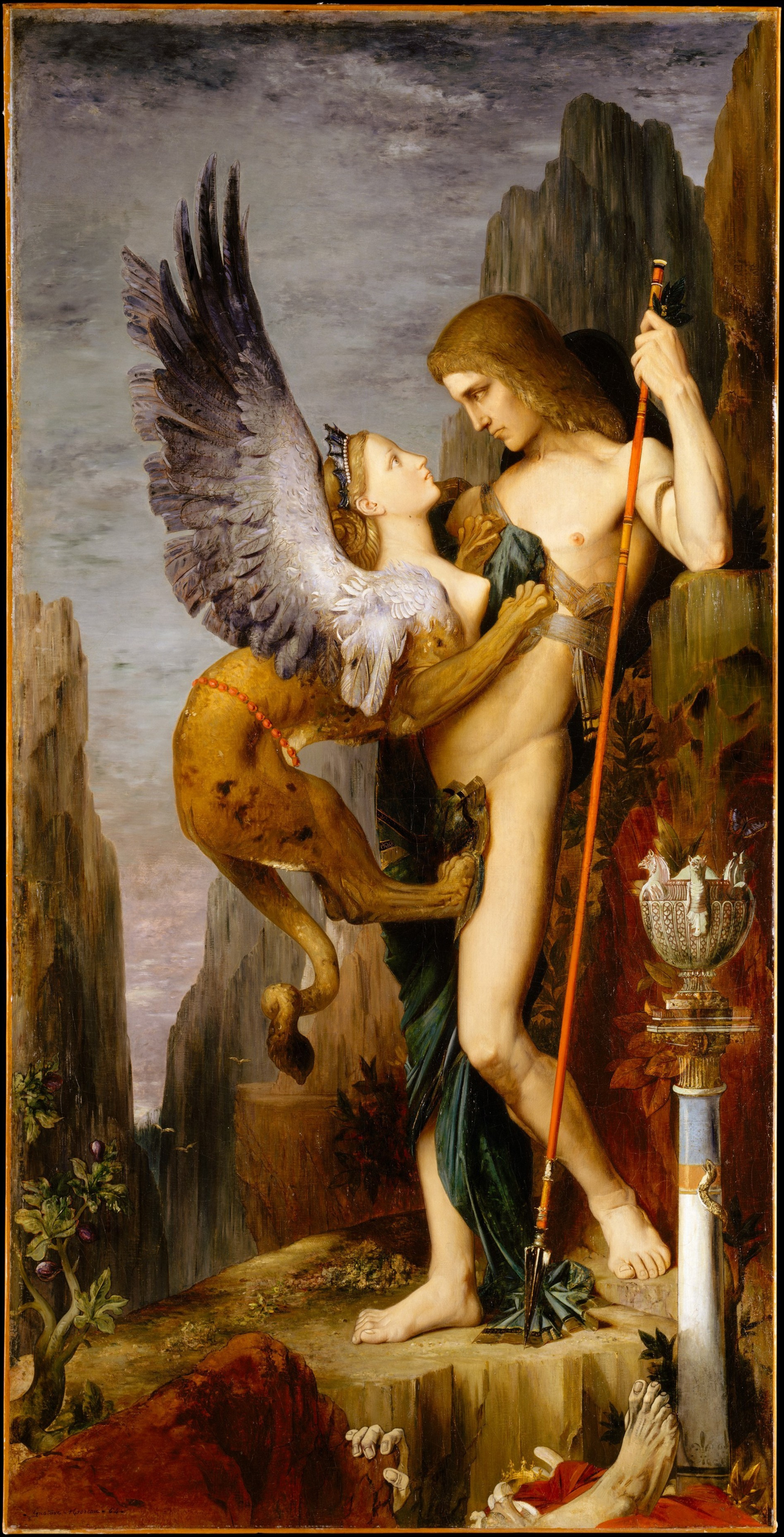
I mostri rappresentano spesso fusioni di opposti, simboli di contenuto archetipico.

Sebbene Jung postuli tutta la sua teoria sull'archetipo, che struttura la psiche dell'uomo, quest'ultima non è, in ultima analisi, la causa di tutta l'organizzazione psichica, contrariamente alla credenza popolare. Egli spiega così: «Qui devo specificare le relazioni tra archetipi e istinti. Ciò che chiamiamo "istinto" è una pulsione fisiologica, percepita dai sensi. Ma questi istinti si manifestano anche in fantasie, e spesso rivelano la loro presenza solo attraverso immagini simboliche. Sono queste manifestazioni che chiamo archetipi. La loro origine non è nota. Ricompaiono in ogni momento e ovunque nel mondo, anche dove non è possibile spiegare la loro presenza per trasmissione di generazione in generazione, né per fertilizzazione incrociata derivante dalla migrazione.» Jung ipotizza che queste immagini primordiali siano «come l'intuizione dell'istinto di se stesso».
L'istinto è quindi la fonte di tutta la coscienza e di tutta l'incoscienza, di tutta la “realtà dell'anima” (Wirklichkeit der Seele) nelle parole di Carl Gustav Jung. Gli istinti formano in qualche modo il contenuto o il tema (parola che lo psichiatra svizzero usa spesso come sinonimo) dell'archetipo, al di là della sua forma simbolica perché traggono la loro energia dall'inconscio collettivo. Un errore, secondo Jung, è credere che archetipi e istinti siano lo stesso fenomeno; essi sono infatti spesso confusi nonostante le somiglianze essenziali. Jung osserva che “le strutture archetipiche non sono forme statiche. Sono elementi dinamici, che si manifestano negli impulsi tanto spontaneamente quanto negli istinti." Jung cita così, come esempio, l'istinto di parentela come il nucleo dell'archetipo dell'incesto. L'istinto sessuale costituisce per lui il cuore dell'archetipo della coppia anima-animus mentre, su un altro registro, l'istinto religioso (Fede) dà vita all'archetipo del Sé.
Jung non è nemmeno l'unico psicoanalista a postulare l'esistenza di archetipi. Il mitologo ungherese Károly Kerényi analizza la figura del Divino Bambino, insieme a Jung e Paul Radin, in un'opera collettiva, Introduzione all'essenza della mitologia. In Thalassa, psicoanalisi delle origini della vita sessuale (1924), un intimo amico di Freud, Sándor Ferenczi, spiega la sua idea di un inconscio filogenetico e biologico, radicato nell'uomo; concetto molto vicino a quello dell'inconscio collettivo di Jung, e che valse allo psicoanalista ungherese la stessa disgrazia subita da Jung.
Inoltre, un'altra psicoanalista freudiana, quasi accusata di "neo-jungismo", Mélanie Klein, postula anche l'esistenza di un istinto in senso etologico, prima di ogni nozione di apprendimento, fondando la relazione oggettuale con la madre. Per Murray Stein, l'idea kleiniana di “fantasia inconscia” (o “originaria”) corrisponde infatti interamente a quella di archetipo. Klein riprende così un concetto sviluppato dagli etologi contemporanei, in particolare Konrad Lorenz e Nikolaas Tinbergen sotto il nome di "urbild" (in tedesco: "immagine primordiale"). Tuttavia Konrad Lorenz critica la teoria junghiana degli archetipi, in Essais sur le comportement animal et humain: Les leçons de l'évolution de la théorie du comportement. Inoltre, osserva Michel Cazenave, Lorenz critica solo l'idea che l'archetipo si sia formato storicamente. Gilbert Durand riassume questo malinteso affermando che, riguardo alla percezione dell'archetipo, "lo psicologo vede il volto interno, rappresentativo del fenomeno, di cui l'etologo descrive il volto esterno".
In Complexe, archétype et symbole, Jolande Jacobi, una cara amica di Jung, afferma che "la teoria degli archetipi di Jung ci consente una visione globale della psicologia umana e animale"; Cita antropologi, biologi e zoologi che hanno proposto nozioni vicine al modello junghiano: David Schneider, Heini Hediger, Konrad Lorenz, Jakob Johann von Uexküll, ma anche Adolf Portmann (che ha lavorato con Jung) che dice di questi "istinti innati" che formano "l'intero comportamento rituale degli animali superiori è ad un alto grado di carattere archetipico". Infine, i seguaci di Jung, Michel Cazenave e Hansueli F. Etter, ritengono che l'archetipo sia lo stadio intermedio tra istinto e coscienza, perché lungi dall'essere l'ostacolo della visione junghiana, l'archetipo pone più domande che risposte.

### Dopo C. G. Jung: la psicologia archetipica
Durante lo sviluppo della psicologia analitica, l'idea di archetipo e il ruolo delle immagini archetipiche nel funzionamento e nello sviluppo psicologico hanno assunto un posto centrale e sono persino diventati la caratteristica principale di questa scuola di psicoanalisi. La letteratura junghiana che si occupa di questo concetto è davvero molto importante. Molti junghiani continueranno gli studi di Jung sull'archetipo, sulla sua natura da un lato, i suoi riferimenti culturali e mitologici dall'altro. Marie-Louise Von Franz, continuatrice ufficiale di Jung, esaminerà gli archetipi all'interno delle fiabe, in particolare l'archetipo dell'Ombra, nelle donne, nell'ombra e il male nelle fiabe.

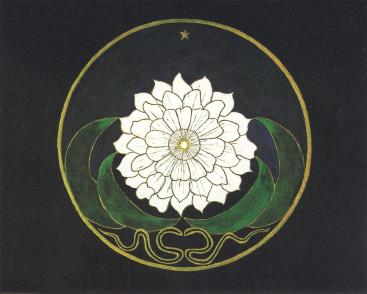
Un mandala, tratto da un disegno di un paziente di Jung e che rappresenta il Fiore d'Oro, nome cinese dell'archetipo del Sé, pubblicato nel 1929 nel Mistero del Fiore d'Oro.

In Francia, Michel Cazenave studia la relazione tra i concetti di archetipo e sincronicità. Per lui l'archetipo è un “dato psicoide”, vale a dire che sono indistinti e approssimativamente percettibili e definibili, perché, nel campo inconscio sono in uno stato di sincronicità costante (sono sia psichici che al stesso obiettivi temporali). Gli archetipi sono quindi i motori di atti di creazione come le proprietà degli interi, le discontinuità della fisica o anche la somatizzazione. Secondo lui, potrebbero quindi essere soggetti a una causalità formale. Cazenave pensa anche che "non si può dimostrare la sincronicità con l'archetipo e l'archetipo con la sincronicità" a causa della natura similare dei due concetti, come le due facce della stessa medaglia. Suggerisce quindi di vedere nell'archetipo la “riproduzione di una condizione di possibilità”.  Da parte sua, François Martin-Vallas propone di collegare l'archetipo alle proprietà dei sistemi fisici complessi, in particolare alla nozione di attrattore strano. Così l'archetipo non sarebbe più considerato come preesistente, ma come una qualità auto-organizzativa emergente della psiche.
Negli Stati Uniti, è soprattutto James Hillman, direttore per diversi anni dell'Istituto Carl Gustav Jung di Zurigo, fondatore della "psicologia archetipica" (branca della psicologia analitica che mira a descrivere le manifestazioni archetipiche), a rendere popolare la comprensione del concetto. Utilizza così una terminologia mutuata dalla mitologia greca, in grado di descrivere meglio gli archetipi che strutturano la psiche umana, in particolare nella sua opera Le polytheisme de l'énergie (1982). Hillman vede così negli archetipi forze che agiscono sulla vita umana e quotidiana: “il potere del mito, la sua realtà, risiede proprio nel suo potere di cogliere e influenzare la vita psichica. I greci lo sapevano molto bene, e quindi non avevano né psicologia del profondo né psicopatologia come noi oggi. Ma avevano i miti. E oggi non abbiamo più miti ma abbiamo la psicologia del profondo e la psicopatologia, entrambi sono miti in abiti moderni mentre i miti sono psicologia di base in abiti vecchi”.  Più recentemente, nel Regno Unito, Jean Knox ha criticato la nozione di archetipo, rilevando che i dati recenti della psicologia dello sviluppo, a suo avviso, vanno contro questa nozione. Da parte sua, negli Stati Uniti, George Hogenson, collega anche la nozione di archetipo con quella di emergenza.

## Critica dell'archetipo

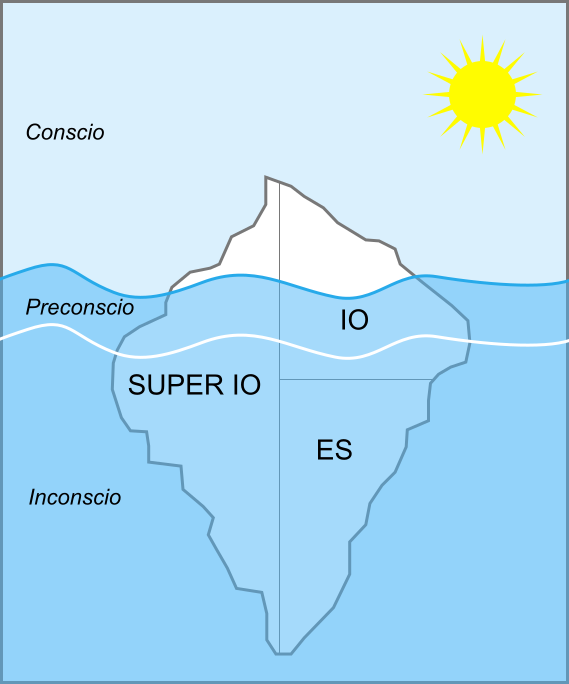
L'ipotesi degli archetipi va contro il dogma freudiano della seconda topografia qui raffigurata sotto forma di iceberg che rappresenta i diversi strati dell'apparato psichico.

Il concetto di "archetipo" è, insieme a quello di inconscio collettivo, il più criticato nella psicologia analitica di Jung sin dal suo inizio. Se consideriamo da parte la critica di Freud, dagli inizi della teoria sviluppata da Jung (dal 1919), relativa all'incompatibilità dell'archetipo con il modello freudiano e alla sua dimensione mistica, l'ipotesi degli archetipi è oggetto di critica da tutti gli orizzonti scientifici: “Il suo carattere essenzialista gli è valso gli attacchi dei costruzionisti sociali, che ritengono la natura umana malleabile a volontà e definita molto più da condizioni materiali e sociali che da tendenze innate. È anche oggetto di critiche da parte dei medici per i quali il campo dell'intervento terapeutico è limitato ai conflitti personali e ai traumi infantili".
Il concetto di "archetipo" ha formato l'originalità e la specificità della teoria psicologica di Carl Gustav Jung. La nozione soffre tuttavia di una polisemia, a causa dell'espressione stessa, riferita a concetti di filosofia, o di immagini mitologiche, che Jung non ha mai smesso di estrarre dalla sua ricerca. Tuttavia, la vaghezza di questa definizione, sostenuta dallo stesso Jung, è all'origine delle critiche contro la sua ipotesi. Lo psichiatra americano Richard Noll, il suo principale critico, ritiene che sia stato Jung a inventarlo per distinguere radicalmente la sua teoria da quelle di altri psicoanalisti. Per quelli della tradizione freudiana, inoltre, il concetto junghiano non porta nulla in termini di operabilità a livello meta-psicologico, in quanto terapeutico.
Da scientifica, la critica è diventata, con Élisabeth Roudinesco, specialista francese in storia della psicoanalisi, definitiva. Infatti, Roudinesco in Carl Gustav Jung, De l’archétype au nazisme. dérives d’une psychologie de la différence considera che la teoria junghiana rasenta il totalitarismo e il razzismo, un'interpretazione che riflette un'incomprensione del concetto così come viene sviluppato e reso operativo nella pratica clinica da Jung e dai suoi successori. Roudinesco si basa infatti sull'idea secondo la quale Jung avrebbe collaborato, già nel 1932 con il regime nazista.

## Archetipi e manifestazioni simboliche

### Nelle religioni e nelle culture
Le prime ricerche di Jung si sono concentrate sui complessi, come formazioni inconsce di energia psichica che diventano autonome dalla coscienza del soggetto. Per Jung, gli archetipi sono realtà in sé, dinamiche dell'inconscio per cui possiamo vedere una certa intenzionalità (una certa volontà, come quella dell'io). Tuttavia, Jung rifiuta di personificarli e spiega che è molto più un'analogia: esistono, oltre alla coscienza, istanze psichiche dotate di una certa volontà, sebbene meno differenziate di quella della coscienza civilizzatrice: "Gli archetipi sono quindi dotati della loro iniziativa propria e un'energia specifica. Possono anche fornire un'interpretazione significativa nella loro forma simbolica e intervenire in una data situazione con i propri impulsi e pensieri. A questo proposito, funzionano come complessi. Vanno e vengono a loro piacimento e spesso si oppongono alle nostre intenzioni coscienti o le modificano nel modo più imbarazzante. Si può percepire l'energia specifica degli archetipi quando si ha l'opportunità di apprezzare il fascino che esercitano. Sembrano lanciare un incantesimo".

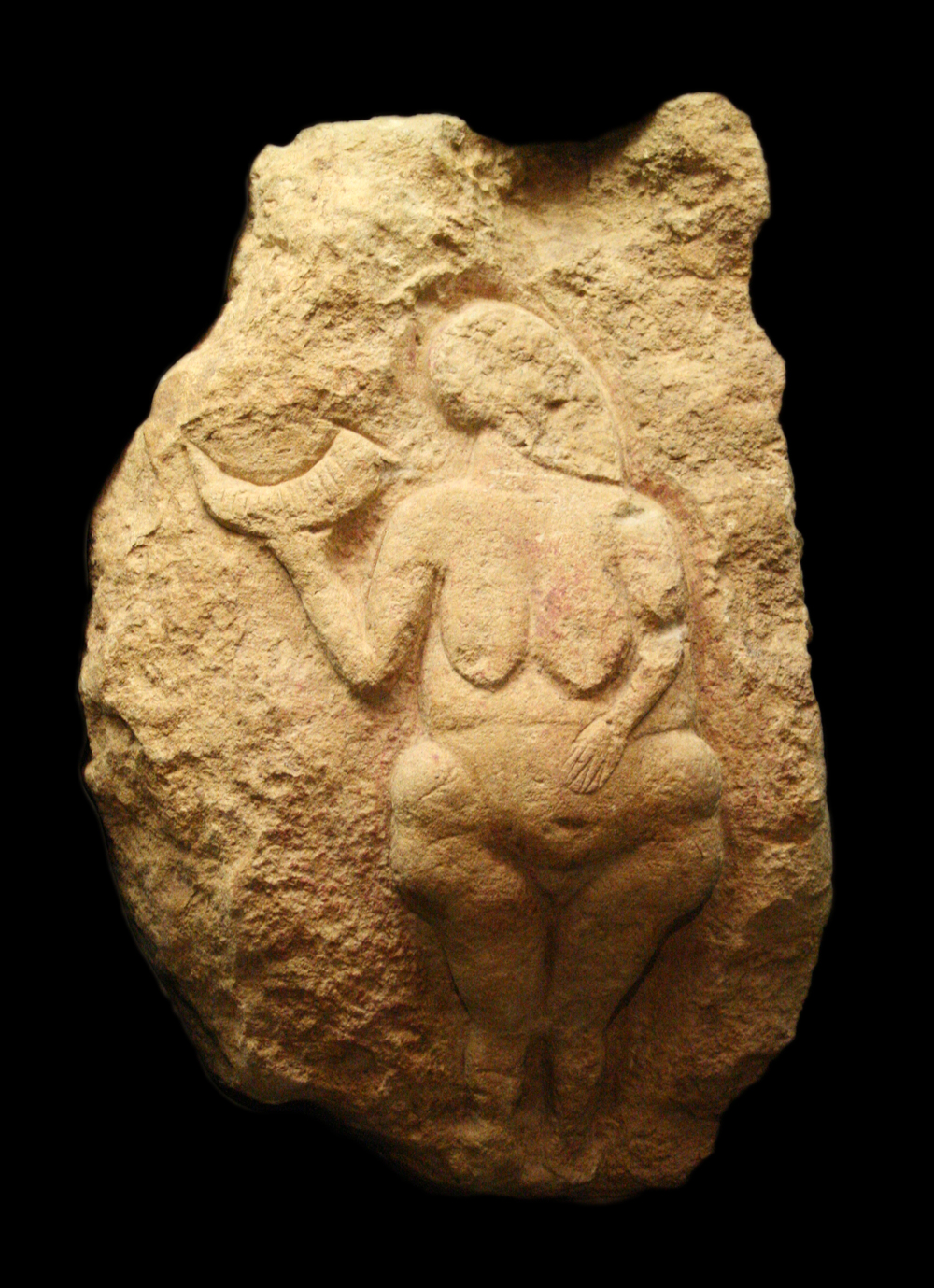
Attraverso la figura della Venere preistorica, l'archetipo della Grande Madre è sicuramente uno dei primi ad essere rappresentato dall'uomo.

Jung cita, come archetipi ricorrenti nella sua ricerca:
- il Sé o "archetipo del Tutto";
- il Sole come “imago-Dei”;
- il Divino Bambino, il divino farabutto o imbroglione, una sorta di genio malizioso;
- la grande madre;
- l'Ombra (la parte sconosciuta di noi stessi);
- l'Anima (la parte femminile dell'uomo) e l'Animus (la parte maschile della donna);
- l'albero della vita;
- l'Androgino (che rappresenta la congiunzione degli opposti);
- l'archetipo dell'incesto e il complesso di Edipo[64] tra gli altri.

Ognuna si declina, a seconda dei tempi, delle culture e delle mentalità, secondo innumerevoli varianti e simboli chiamati motivi. Così, gli archetipi del bambino divino, della nascita, della coppia divina, del vecchio saggio, dell'unità, dell'albero, della croce, della Pietra Filosofale, per esempio, si riferiscono tutti a immagini archetipiche fondamentali. La Grande Madre può quindi essere rappresentata dalla strega o dalla matrigna nell'antichità, dalla fata nel medioevo, la musa, Gaia nel New Age ecc. L'anima è spesso nell'uomo proteiforme, la sua manifestazione dipende dallo stato psicoaffettivo del soggetto: bambina-donna, madre, femme fatale, ispiratrice, strega, donna selvaggia ecc. fanno dell'archetipo un concetto caleidoscopico, che solo il metodo di amplificazione di Jung permette di identificare nella sua struttura universale. Ad esempio, l'archetipo della donna nell'uomo, l'anima, che rappresenta la funzione di regolazione con l'inconscio nell'uomo, può essere declinato in quattro livelli di rappresentazioni, caratteristici di uno stato psicoaffettivo:
1. la donna primitiva per esempio Eva, la Venere, ma anche le sirene o le femme fatale;
2. donna d'azione per esempio Giovanna d'Arco, Diana cacciatrice, Amazzoni ecc.;
3. donna di sublimazione come la Beata Vergine dei Cristiani, Kalì tra gli Indù, Iside o la Demetra dei Greci;
4. donna saggia come la dea madre, la Sapienza degli gnostici, gli iniziatori e le muse.

Jung crede anche che tutti i sistemi di pensiero, ma anche le scoperte scientifiche, siano influenzate da tendenze archetipiche. Così, in Psicologia dell'inconscio, Jung prende l'esempio del medico Julius Robert von Mayer, che nell'Ottocento formulò la legge della conservazione dell'energia che, secondo lui, ebbe l'intuizione grazie ad una visione archetipica. Jung cita anche le visioni di grandi scienziati, all'origine di scoperte rivoluzionarie, come Friedrich August Kekulé per la formula chimica del benzene, Dmitri Mendeleïev per la tavola periodica degli elementi o addirittura Wolfgang Pauli per la struttura atomica.

### Archetipi principali

#### L'archetipo della totalità: il Sé

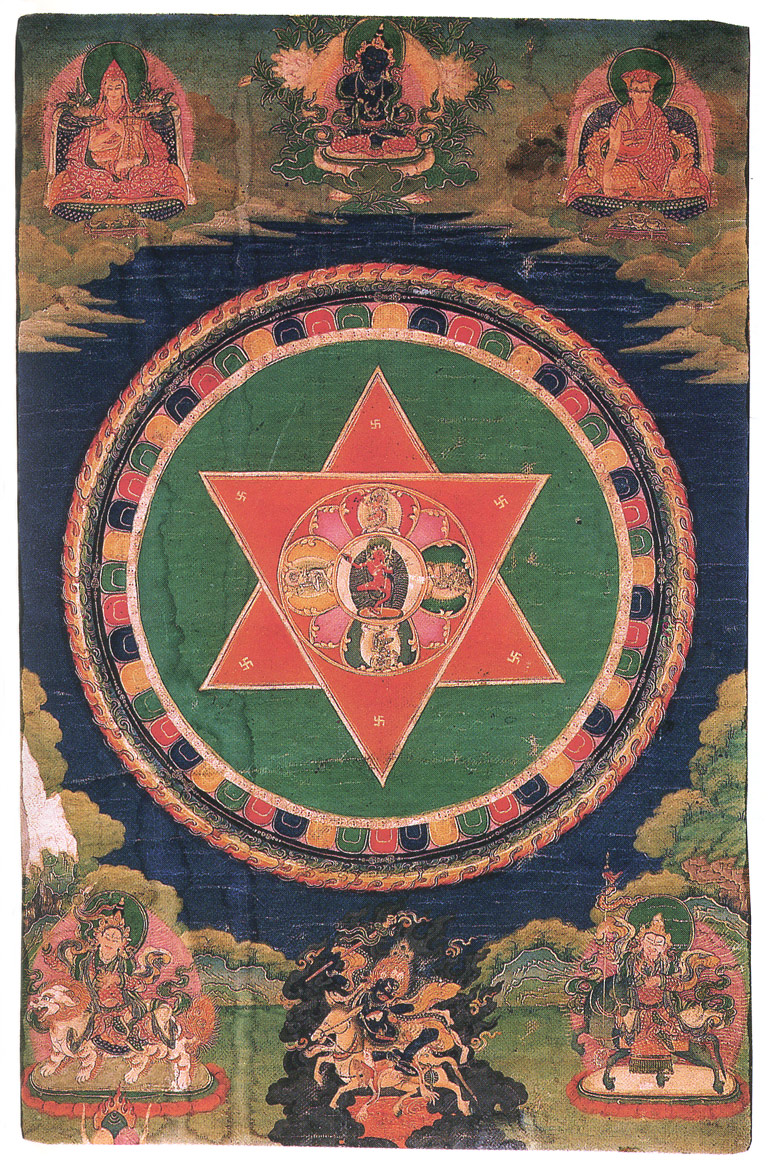
Il mandala: rappresentazione dell'archetipo del Sé.

Tra gli archetipi che il lavoro di Jung ha saputo portare alla luce, attraverso lo studio di immagini alchemiche o oniriche, tra gli altri, c'è un archetipo centrale: il Sé. Confrontandosi con il Sé, attraverso i simboli spontanei che lo esprimono (i contenuti inconsci), l'Io lo rende un'esperienza intima e tragica, perché rappresenta una "sconfitta dell'Io". Jung lo definisce come un concetto limite, uno spazio endopsichico virtuale: “Quello che prima sembrava di essere me è raccolto in qualcosa di più grande che è al di là di me e mi domina da tutte le parti." Il Sé forma per Jung l'archetipo della totalità, cioè la dinamica che spinge ogni uomo a realizzarsi ea diventare di più se stesso, integrando tutti i processi psichici: anima, ombra e persona, dialogando con l'inconscio. Il Sé unisce gli opposti, fonte di conflitti interiori e che i sogni cercano di compensare. È un "vero asse di crescita" della psiche, il fulcro verso l'individuazione, un altro concetto junghiano centrale nella sua psicologia.

#### Mercurio, l'archetipo dell'inconscio

Hermes, archetipo dell'inconscio. Il suo caduceo rappresenta l'energia del conscio e quella dell'inconscio intersecanti, all'origine di ogni rimedio (il pharmakon).

L'inconscio essendo un dato fondamentale nella rappresentazione umana, in quanto matrice di tutte le immagini e ispirazioni all'origine dell'umanità, è particolarmente rappresentato. Fin dall'antichità, Jung vede nel dio Mercurio (Hermes tra i greci) l'immagine analogica dell'inconscio personale. Fondato sulla trinità (Ermete Trismegisto significa "tre volte grande" in greco antico) "rappresenta questa misteriosa sostanza psichica che oggi chiamiamo psiche inconscia" spiega Jung. Ciascuno stato di quest'ultimo è rappresentato da Mercurio nelle seguenti varianti, mutuate dalle allegorie dell'alchimia: “Ne cito solo alcune: il re rischia di annegare in mare, oppure è prigioniero; il sole affoga nella fontana mercuriale; il re suda nella casa di vetro; il leone verde inghiotte il sole, Gabricus scompare nel corpo di sua sorella Beya e si dissolve in atomi, ecc." Spirito ctonio, ma anche alato, volante e immutabile, Mercurio rappresenta due opposti personificati sotto le sembianze del dio dei ladri e del dio dei segreti, come la sua controparte egizia, Thoth.

#### Anima e animus
Durante la sua ricerca, Jung osserva che "è tipico (...) che le influenze esercitate dall'inconscio sul conscio abbiano sempre le caratteristiche del sesso opposto". Così l'uomo ha nella sua psiche una figura femminile, l'anima mentre la donna ha una figura maschile, l'animus, entrambi personificanti per ogni sesso l'inconscio, come una questione di "funzioni di relazione". Questi due archetipi sono i più rappresentati nelle culture e religioni di tutte le epoche, attraverso, ad esempio, le figure del Kundry dalla leggenda di Parsifal, Tristano e Iseult, Ginevra e la Signora del Lago nella leggenda del Graal, Andromeda nel mito di Perseo, Beatrice in Dante, Marguerite nel Faust di Goethe ecc. La specificità di questi due archetipi è che sono proiettati su esseri dal mondo esterno, la loro opposizione si trova addirittura, secondo Jung, nell'antagonismo tra natura e spirito che costituisce la base di tutti i sistemi di pensiero.

#### Ombra e Persona
Sono particolarmente rappresentati altri due archetipi personali, l'ombra e la luce. L’“Ombra” rappresenta l'inconscio personale, attraverso le motivazioni del doppio e dell'alter ego, la somma di aspetti repressi o ignorati della personalità che l'educazione e la società si sono rifiutate di evidenziare. Secondo Charles Baudouin, l'ombra è uno degli archetipi più accessibili all'indagine, perché è direttamente collegata al personaggio. Spesso rappresentando il male nelle culture, l'ombra è però la fonte di un rinnovamento della personalità, attraverso il "confronto con l'ombra", prima fase della terapia junghiana. Quelli che chiamiamo difetti, infatti, molto spesso derivano la loro origine dalla natura dell'ombra che è costituita da complessi inconsci. Come ha osservato Charles Baudouin, "la creazione letteraria ha più volte incontrato questa figura del doppio o dell'ombra: gli esempi di Peter Schlemihl di Adelbert von Chamisso, del Lupo della Steppa di Hermann Hesse, della Donna senza ombra di Hugo von Hofmannsthal", studiati in particolare dallo psicoanalista freudiano Otto Rank.
La “persona” (dal greco antico che designa la “maschera dell'attore”) è da parte sua l'archetipo della “facciata sociale”, più precisamente è un compromesso tra l'individuo e la società. Dalla persona derivano il bisogno di obbedienza sociale, mimica sociale o anche sottomissione a standard, a volte dannosi per lo sviluppo dell'individuo.

### Caratteristiche dell'archetipo

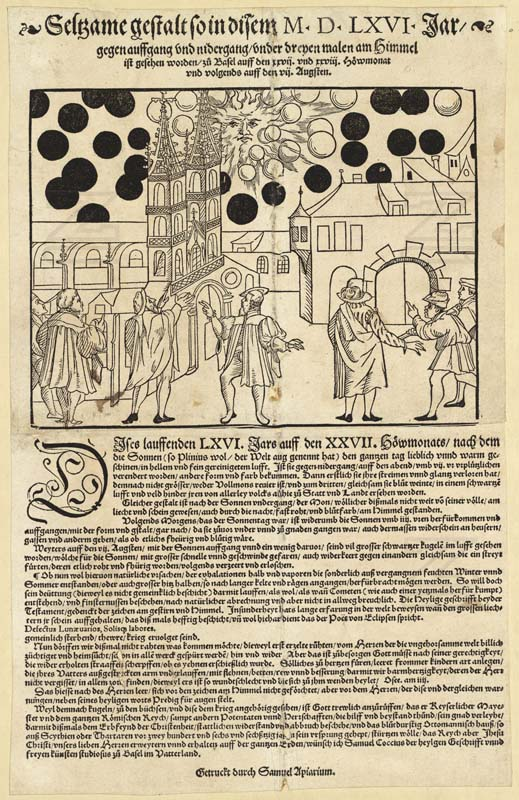
Un archetipo può essere proiettato. Jung, ad esempio, vede nel fenomeno moderno dei dischi volanti una proiezione collettiva dell'archetipo del Sé e un bisogno di salvezza81.

#### Il numinoso
L'archetipo mobilita così tanta energia psichica (la “libido” in Jung) che esercita, come i pianeti nello spazio gravitazionale paragona Jung, una forza di attrazione che può influenzare l'io in modo duraturo. Ogni archetipo porta in sé, attraverso il suo simbolo, una carica emotiva che può andare oltre e travolgere la coscienza, provocando deliri visionari o psicosi. Secondo Jung queste personalità sotto influenza caratterizzano la spiritualità mistica, la follia di cui tutti gli autori dicono di aver dovuto confrontarsi con una forza superiore: “L'esperienza archetipica è un'esperienza intensa e travolgente. È facile per noi parlare di archetipi così tranquillamente, ma in realtà confrontarci con essi è tutta un'altra questione. La differenza è la stessa che c'è tra parlare di un leone e doverlo affrontare. Affrontare un leone è un'esperienza intensa e spaventosa, che può avere un impatto duraturo sulla tua personalità".
Questo potere, caratteristico dell'archetipo, che Jung chiama "numen" e tinge ogni aspetto di un archetipo nella sua forma più emotiva, che è ciò che, secondo Jung, differenzia un "simbolo" (un affetto e la sua rappresentazione, che è sempre composto da due opposti, e che solo il simbolo può far coesistere nella stessa immagine) e un "segno", creazione umana priva di significato spirituale. Il numen si ritrova in tutte le manifestazioni dell'inconscio: nei sogni innanzitutto, dove indica importanti contenuti onirici, nelle visioni e deliri, nei disegni, nei mandala o anche nei miti. Il simbolo radiale (che irradia) dell'archetipo dello Spirito è quindi particolarmente esplicativo. Il fuoco che spesso lo accompagna rappresenta la forza emotiva sprigionata dal simbolo.
Questa numinosità è tale che può, nel caso in cui il conscio sia debole, invadere il campo dell'Io. Per Jung la psicosi, a differenza di Freud, è contrassegnata da "l'inconscio collettivo [che] inonda la coscienza e la riempie dei suoi archetipi".  Può esistere anche una psicosi collettiva: essa invade poi un intero popolo, che, posto sotto il fascino di un archetipo, si lascia guidare; Jung collega questo agli eventi che hanno portato all'avvento di Hitler o dei dittatori posseduti dai loro stessi culti. Per lui il Novecento è caratterizzato inoltre dalla forza dei numen la cui “intensità energetica è tale da poter portare a fenomeni di fascinazione e possessione”, come dimostra il fenomeno degli UFO.

#### Gli unificatori degli opposti
Con Jung il simbolo è un colorato incontro di opposti, inconciliabili per mente o intelletto, caratterizzato da una carica affettiva. Il simbolo formula quindi un paradosso vivente. Tutti gli archetipi sono quindi congiunzioni di opposti; da lì attingono alla coscienza i loro poteri affascinanti, così come le loro forze civilizzatrici strutturanti, permettendo di unire dati che altrimenti invaderebbero la coscienza. L'archetipo dell'incesto (o ierogamo incestuoso) studiato dall'antropologo John Layard (vicino a Jung) costituisce quindi “un archetipo che unisce nel modo più felice l'opposizione tra endogamia ed esogamia, poiché, se si proibiva il matrimonio fratello-sorella, egli istituì invece il matrimonio tra cugini”. La fusione dell'anima con il conscio per l'uomo, o dell'animus con il conscio della donna, motivo centrale delle ierogamie, rimanda quindi a un insieme di opposti uniti e trasversali a tutte le culture materializzati ad esempio dall'alternanza di Yin e Yang nella spiritualità cinese, il passivo e l'attivo, il caldo e il freddo nell'antica filosofia greca, il volatile e il materiale nell'alchimia, ecc. L'archetipo del Sé è quindi anche una fusione di opposti, cioè che riunisce il conscio e l'inconscio, la luce e l'ombra, l'azione e la passività.
Questa ricerca della neutralizzazione dei potenziali opposti forma così il significato della psicologia analitica, attraverso il concetto di individuazione: l'individuo deve, dal confronto dialettico della sua coscienza con l'inconscio, quindi da successive integrazioni di archetipi, riconoscere gli opposti che lo formano.

#### Una "preforma vuota"
In generale, la psicologia analitica spiega che l'archetipo è fondamentalmente: "un elemento formale vuoto, che altro non è che facultas praeformandi", "una facoltà preformata" spiega Jung. Jung intende che l'archetipo è inerente alla struttura neuronale, che forse è anche scritto nei geni e che, in questo, determina anche la libido. Infatti, l'archetipo non può essere rappresentato, solo le sue manifestazioni e proiezioni lo possono. Può solo organizzare comportamenti e processi psichici nel senso del suo programma istintivo, ma non rappresentarsi a priori. Ad esempio il motivo della donna selvaggia (o anima dell'uomo primitivo) è uno degli aspetti simbolici dell'archetipo dell'anima. Le culture non hanno mai smesso di rappresentare archetipi in forme antropomorfe o simboliche, soprattutto attraverso i miti: «Dobbiamo sempre tenere presente che ciò che vogliamo intendere per "archetipo" non è rappresentabile di per sé, ma ha effetti che consentono illustrazioni, che sono rappresentazioni archetipiche.» La confusione è comune, l'immagine archetipica viene poi proiettata su un oggetto per mezzo di un meccanismo psichico che Jung chiama, usando la parola di Lucien Lévy-Bruhl, "partecipazione mistica".

### L'archetipo nella terapia di ispirazione junghiana
La terapia analitica junghiana, per distinguersi da quella di Freud, si basa sulla totalità dell'essere, in cui deve rendere possibile l'aggiornamento di quello che Jung chiama il “mito personale”. L'analizzando è infatti sensibile a certi archetipi, che si manifestano alla coscienza durante eventi traumatici o in seguito a un imperativo bisogno di trasformazione come spiegato da Henri F. Ellenberger: "loro [gli archetipi] sono suscettibili di cambiamento. Di manifestarsi in circostanze critiche, sia come conseguenza di un evento esterno, sia per qualche modificazione interna”, a seconda della sua esperienza e della sua costituzione psichica, e l'analisi deve permettere di renderlo consapevole di questa natura profonda, in tutta la sua realtà. Per Jung e i suoi seguaci, gli archetipi sono vivi nell'anima psichica, sono anche la chiave per lo sviluppo dell'individuo: "Chi non si rende conto del particolare tono affettivo dell'archetipo non lo troverà con una massa di concetti mitologici che si possono indubbiamente assemblare in modo da mostrare che tutto ha un senso, ma anche che niente lo ha. I cadaveri sono tutti chimicamente identici, ma gli individui viventi non lo sono. Gli archetipi prendono vita solo quando cerchiamo pazientemente di scoprire perché e come hanno senso per un particolare individuo vivente".
Prima di integrarle nella psiche, mediante un lavoro di coscienza, l'analisi deve effettuare il "ritiro delle proiezioni", in modo da ripolarizzare l'energia psichica non al di fuori dell'individuo ma in se stesso. La proiezione degli archetipi personali (anima, animus, ombra, persona) viene eseguita inizialmente sull'analista, con il metodo dell'immaginazione attiva e lo studio dei sogni, per consentire alla coscienza di fare un passo indietro. La nozione psicoanalitica di transfert è quindi centrale nella terapia; a differenza di Freud, Jung ritiene che il transfert, che è una comunicazione dall'inconscio all'inconscio tra l'analizzando e l'analista, sia normale e persino necessario perché consente la consapevolezza.

## Estensioni del concetto dopo Carl Gustav Jung

### Archetipi e letteratura: metanalisi e mitocritica

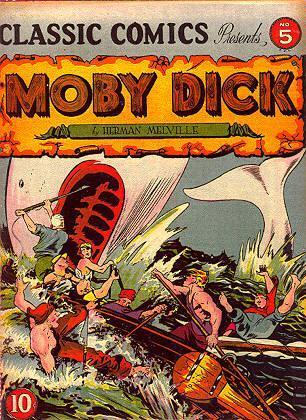
L'immaginazione letteraria utilizza molti archetipi. Ecco un fumetto basato su Moby Dick di Herman Melville.

La ricerca nella letteratura e nella storia delle idee, sotto l'influenza della metanalisi di Gilbert Durand e Pierre Solié (anch'egli un ricercatore junghiano) integrano gli archetipi junghiani. Accademici come Albert Béguin in L'anima romantica e il sogno, Georges Poulet e anche Gaston Bachelard, esploreranno le variazioni archetipiche nelle produzioni estetiche scritte. Nel suo articolo: Les archétypes littéraires et la theory des archétypes de Jung E. M Meletinskij cerca di mostrare la fecondità di un riavvicinamento della psicologia analitica a categorie letterarie, manifestazioni psichiche simili a quelle dei sogni o del mito. La metanalisi, feconda in letteratura ed etnologia, di ispirazione strutturalista, si basa in gran parte sugli archetipi junghiani, pur rifiutando la dimensione psicologica di questi, attaccandosi di più alla rete di relazioni letterarie che mantengono (isotopia) e alle loro influenze sulla cultura. Uno dei fondatori di questa corrente, Pierre Solié, affiliato alla psicologia analitica, continua il lavoro descrittivo di Jung. Attraverso il suo libro La Femme essentielle. Mythanalyse de la Grande Mère et de ses fils-amants sviluppa la vasta serie di modelli intessuti attorno all'archetipo della Grande Madre, lo stadio finale della maturità emotiva dell'anima.
Il mitocritismo mira a leggere i testi letterari come produzioni vicine al mito ancestrale. Gilbert Durand, che ha preso parte alla sua promozione, spiega che "Il mito sarebbe in qualche modo il modello a matrice di ogni storia, strutturato da schemi e archetipi fondamentali della psiche del sapiens sapiens, la nostra". Durand, ne Les Structures anthropologiques de l'imaginaire, distingue due regimi archetipici, si oppone infatti successivamente ai regimi "diurno" e "notturno" dell'immaginario. Vicino alla metanalisi, la mitocritica riunisce specialisti nel campo letterario come Stanislaw Jasionowicz, André Siganos, Jean-Jacques Wunenburger, Laurent Mattiussi, Claude-Gilbert Dubois o Jean-Pierre Giraud.

### Marketing e archetipi
Il management ha utilizzato la teoria junghiana dei tipi psicologici per scopi di categorizzazione del profilo in un ambiente di lavoro (con il test MBTI) ma, più recentemente, il marketing basato sugli archetipi ha anche cercato di implementare strategie di business standardizzate in tutto il mondo, assumendo che gli archetipi siano gli stessi ovunque. Georges M. Hénault, professore alla School of Management dell'Università di Ottawa, ha quindi condotto uno studio che analizza la connessione tra psicologia analitica e marketing in "Les archétypes jungiens mythes ou Saint Grail du marketing international?" In particolare, mostra la permanenza di figure eroiche nella cultura moderna, influenzando il comportamento dei consumatori, indipendentemente dal paese (con variazioni nelle loro presentazioni). Altri autori hanno così esplorato questo percorso. Paul Pellemans, con la sua nozione di marketing "psicoscopico" per esempio, o anche K. Wertime che vede in essa "il vero DNA delle comunicazioni". Margaret Mark e Carol S. Pearson elaborano una tipologia di dodici archetipi che vanno dall'Amante / Sirena all'Eroe e al Fuorilegge. Da questa ricerca è nata "archetipologia", un metodo di marketing che consiste nell'esplorare, attraverso la scoperta di archetipi nei marchi, l'immaginazione di un campione di consumatori, al fine di identificare le rappresentazioni di una comunità o di una cultura. Ne deriva quindi il test di associazione implicita o “T. A. I”: consente di prevedere il comportamento dei consumatori e di testarlo, comprendendone i fondamenti immaginari, espressi in particolare dalle metafore del linguaggio.

### Neurobiologia e neuropsichiatria
«La recente scoperta di modelli umani innati in neuropsichiatria e sociobiologia aiuta anche a convalidare l'ipotesi archetipica.» Spiega Murray Stein, specialista in storia della psicologia analitica. In effetti, diversi studi hanno fornito argomenti a favore della localizzazione cerebrale delle rappresentazioni. I test dei professori Horace Magoun e Giuseppe Moruzzi sulla formazione reticolare mesencefalica e sul sonno sono quindi citati da Jung come prova che la stimolazione del tronco encefalico produce immagini archetipiche e allegoriche, simili a quelle che si verificano nei sogni durante il sonno REM. Jung evoca questa esperienza, tendendo a provare la materialità neuronale dei suoi archetipi, dimostrando che, come ha intuito, si trovano nel tronco cerebrale, sede degli istinti. Tuttavia, nessuno studio successivo conferma la rilevanza di questa frettolosa fusione. I processi di funzionamento generale dei rituali o dello sciamanesimo sono stati studiati anche in neurobiologia, tendendo a mostrare la presenza di condizionamenti rappresentazionali inconsci.
La questione scientifica dell'archetipo è la questione della sua posizione all'interno degli emisferi cerebrali. Quindi, una teoria simile ma non riconoscendosi in quella di Jung postula l'esistenza di strutture di rappresentazioni che si sono evolute. Per lo psicologo americano Julian Jaynes infatti, in The Birth of Consciousness in the Collapse of the Mind, il conscio è stato in passato influenzato da ordini provenienti dall'emisfero destro del cervello. Questi ordini sono stati assimilati a quelli degli dei: "Le strutture aptiche sono il fondamento neurologico delle attitudini composte da un paradigma attitudinale sviluppato innatamente (...) Queste sono le organizzazioni del cervello, sempre in parte innate, che rendono l'organismo incline a comportarsi in un certo modo, in determinate circostanze". Queste strutture sono la base dell'azione e non si sviluppano su nulla di paragonabile a concetti, sono dati empirici molto vicini agli archetipi junghiani.
Il dottore in medicina americano, Junghiano, Anthony Stevens, nel suo studio Archetype: a natural history of the self pensa che i due emisferi siano coinvolti, ma che, a causa dei milioni di neuroni della costituzione del substrato archetipico, non possiamo individuarli precisamente. Un altro psicologo junghiano, Ernest Lawrence Rossi, pensa che solo l'emisfero destro generi gli archetipi, dal momento che sono presentati sotto forma di immagini.

### Approfondimenti
1. ↑  Nella psicologia analitica, infatti, una "rappresentazione" è una forma di libido. Dobbiamo distinguere la “libido” nella psicologia analitica, che descrive qualsiasi forma di energia psichica nel senso ampio del concetto freudiano che riguarda esclusivamente le pulsioni sessuali ed erotiche.
2. ↑  Il teologo laureato in filologia e storia orientale Julien Ries spiega, in Les Religions, leurs origines, Flammarion, 1993 che «Attraverso un linguaggio simbolico, queste immagini primordiali - gli archetipi - trasmettono arcaicità della vita dell'umanità.»
3. ↑  Albero della Vita circondato da due pantere che reggono una cornucopia, bassorilievo scolpito sul portico sud di Maria Saal, distretto di Klagenfurt, Carinzia, Austria.
4. ↑  Il “mitologema” è un'unità minima del mito secondo l'approccio strutturalista, che Jung ha acquisito leggendo le opere di Mircea Eliade. Il termine "mitema" è talvolta usato anche da Jung, che lo prende in prestito dall'etnologo francese Claude Lévi-Strauss.
5. ↑  Jung e i suoi seguaci si sono sempre rifiutati di suggerire che gli archetipi possano essere numerabili. Da un lato si evolvono nel tempo, dall'altro Jung ritiene etico non cercare di ridurli a categorie intellettuali e astratte.
6. ↑  Marie-Louise Von Franz ha analizzato le loro ricorrenze in tre lavori: L'Asino d'oro: interpretazione di un racconto, La Fontaine de pierre, 1978, La donna nelle fiabe, La Fontaine de Pierre, 1979 e Interpretare i racconti delle fate, La Fontaine de Pierre, 1970.
7. ↑  
«Gli archetipi sono qui rappresentati nel loro aspetto più semplice, più spoglio, più conciso. In questa forma pura, le immagini archetipiche ci forniscono le migliori chiavi per comprendere i processi che avvengono nella psiche collettiva. Nei miti, nelle leggende o in altro materiale mitologico più elaborato, le strutture di base della psiche umana vengono raggiunte solo attraverso uno strato di elementi culturali che le copre. Le fiabe, d'altra parte, contengono materiale culturale cosciente molto meno specifico, quindi riflettono più chiaramente le strutture di base della psiche.»
(Marie-Louise Von Franz, L’interprétation des contes de fées, La Fontaine de Pierre, 2003, ISBN 978-2716312554, p.23)
8. ↑  Mircea Eliade spiega così che "ogni immagine primordiale porta in sé un messaggio che interessa direttamente la condizione umana" o che "il mito esprime la struttura inconscia di una cultura", in Yoga, saggio sul misticismo di origine indù, Parigi e Bucarest, 1936, tesi di dottorato.
9. ↑  Jung spesso prende in prestito la sua espressione di "partecipazione mistica" per descrivere la fusione del soggetto con l'oggetto.
10. ↑  Un pattern of behavior designa in inglese un "modello comportamentale".  Jung ha ripreso la formulazione di Mircea Eliade dalla biologia, denotando lo stesso comportamento animale in una determinata situazione.
11. ↑  «L'inconscio collettivo, in quanto totalità di tutti gli archetipi, è il sedimento di tutta l'esperienza vissuta dall'umanità sin dai suoi primi inizi.» Jolande Jacobi in Complexe, archétype, symbole, Delachaux e Niestlé, 1961, p. 35.
12. ↑  Baudouin, p. 233 spiega che il concetto junghiano di archetipo rompe con "la psicologia tradizionale [che] troppo spesso ha ceduto alla tendenza semplificatrice di descrivere l'immagine come un trasferimento dalla percezione degli oggetti", una critica iniziata dai filosofi Henri Bergson e Jean-Paul Sartre.
13. ↑   Jacques Lacan, su causepsy.fr. URL consultato il 22 febbraio 2021 (archiviato il 17 gennaio 2021).
«Jacques Lacan, pur rifiutando il contributo di Jung, propone con il suo concetto di "significante" un'ipotesi prossima a quella degli archetipi junghiani. Dice così: "La natura fornisce significanti per pronunciare la parola, e questi significanti inaugurano le relazioni umane, danno le loro strutture e le modellano". In Le Séminaire, Livre XI, Soglia, 1964, p. 23. Lacan parla altrove di “immagini preformate” (in Le Séminaire, Livre II, éd. Du Seuil, 1955). Vedi in particolare per uno studio più preciso di questi rapporti»
14. ↑  (en) “The power of myth, its reality, resides precisely in its power to seize and influence psychic life. The Greeks knew this so well, and so they had no depth psychology and psychopathology such as we have. They had myths. And we have no myths as such -instead, depth psychology and psychopathology. Therefore... psychology shows myths in modern dress and myths show our depth psychology in ancient dress”, in Oedipus Variations: Studies in Literature and Psychoanalysis, Spring, 1990, p. 90.
15. ↑  Queste scoperte sono dovute a "idee percepite intuitivamente che, provenienti da altre aree della mente, prendono piede, per così dire, nel pensiero e lo costringono a trasformare le idee tradizionali nel loro significato", spiega Carl Gustav Jung in Psychologie de l'inconscient, LGF, coll. "Le livre de poche", Parigi, 1996, p. 126.
16. ↑  Il concetto di "numinoso" appare per la prima volta in Rudolf Otto nel suo libro The Sacred. L'esperienza numinosa è per lui l'esperienza affettiva del sacro, da non confondere con il paronimo aggettivo "luminoso".
17. ↑  In questo la teoria della "programmazione genetica dei comportamenti istintivi", proposta da Michel Jouvet in funzione del sonno REM durante la maturazione cerebrale, si avvicina all'ipotesi junghiana degli archetipi.
18. ↑  “Finché queste immagini (...) non sono fornite di contenuti determinati dall'esperienza, dobbiamo pensarle come cornici vuote; per questo rimangono invisibili e inconsapevoli. Acquisiscono contenuto e di conseguenza influenza sull'argomento (...) semplicemente essendo in accordo con un dato vissuto" in Dialectique du moi et de l'inconscient, p. 169-170.
19. ↑  Julian Jaynes ha fondato una cosiddetta teoria “bicamerale” del cervello, spiegando la mentalità primitiva, in particolare a causa dello stress, che abbasserebbe il campo di controllo cosciente e promuoverebbe “Voci” provenienti dal cervello arcaico.

### Riferimenti
1. ↑   Dictionnaire Latin-Français (archiviato dall'url originale il 26 gennaio 2021)., Félix Gaffiot, 1934, p. 155
2. ↑  Jaffé, glossario p.453.
3. ↑  Lettre à J. C. Vernon du 18 juin 1957, in Letters, vol.2, Princeton University Press, Princeton, 1976, pp. 372-37.
4. 1 2 3  de Mijolla, pp. 126-7.
5. ↑  Agnel, «Archétype».
6. ↑  Psychologie du transfert, p. 21.
7. 1 2  Sur l'interprétation des rêves, p. 220.
8. ↑  Agnel, Amplification.
9. ↑  Baudouin, p. 245.
10. ↑  La Synchronicité, pp. 31-32.
11. ↑  Raffaello Sanzio, La scuola di Atene (particolare su Platone), Affresco, Stanza della Segnatura, Palazzi Pontifici, Vaticano.
12. 1 2 3  Baudouin, p. 241.
13. ↑  John Locke, De l’Entendement humain, I. 2, ch. 31, § 14.
14. ↑   Wikiwix's cache, su archive.wikiwix.com. URL consultato il 19 febbraio 2021.
15. 1 2 3 4  Ellenberger, p. 726.
16. ↑  Jung conosce la teoria degli mnemi di Semon ma non vi fa riferimento dal 1930 secondo Charles Baudoin, p. 240.
17. ↑  Carl Gustav Jung, Correspondance 1950-1954, Paris, Albin Michel, 1994, pp. 219-220.
18. ↑  Édouard Detaille, Le Rêve, Musée d'Orsay.
19. ↑  (FR) Georges Bertin e Véronique Liard, Les grandes images: lecture de Carl Gustav Jung, Presses Université Laval, 2005,  p. 31, ISBN 978-2-7637-8267-6. URL consultato il 21 febbraio 2021 (archiviato il 24 dicembre 2013).
«Ricompaiono in qualsiasi momento e ovunque nel mondo, anche dove non è possibile spiegare la loro presenza trasmettendola di generazione in generazione ...»
20. ↑  Henri Laborit, Biologie et structure, Gallimard, Paris, 1968, p. 21.
21. ↑  Jung spiega ciò che deve a Carl Spitteler in Der inhalt der psychose, 1907, p.  16.
22. ↑  Baudouin, p. 234.
23. ↑  (de) Albrecht Dietrich, Eine Mithrasliturgie erläutert, Leipzig, Teubner, 1903.
24. ↑  (en) George Robert Mead, The Mysteries of Mithra, Theosophical Publication Society, 1907.
25. ↑  Métamorphoses, pp. 190-192 e Bair, p. 262
26. ↑  Vedere il capitolo «L'expédition psychologique de Bugishu», in Deirdre Bair e in particolare le conclusioni di Jung, p. 535.
27. 1 2  L'Homme et ses symboles, p. 67.
28. ↑  William Blake, The murder of Abel, 1825.
29. ↑  Baudouin, p. 243.
30. ↑  Psychologie du transfert, p. 125.
31. ↑  Psychologie du transfert, p. 124.
32. ↑  Psychogenèse des maladies mentales, p. 314.
33. ↑  Raymond Hostie, Du mythe à la religion, Delachaux et Niestlé, 1961, Bruges-Paris, p. 64, citato da Baudouin, p. 237
34. ↑  Gustave Moreau, Œdipe et le sphinx, Metropolitan Museum of Art, New York, 1864.
35. ↑  L'Homme et ses symboles, p. 69.
36. ↑  L'Énergétique psychique, pp. 102-103.
37. ↑  «Come gli archetipi, anche gli istinti sono psicoidi e mettono radici in una realtà al di là della psiche stessa (nel corpo, la base fisiologica della psiche). Le immagini archetipiche e gli impulsi istintuali, uniti nella psiche, formano l'inconscio collettivo, il fondamento psicosomatico primordiale di ogni funzionamento psichico.», in de Mijolla, pp. 126-127
38. ↑  Baudouin, p. 242, spiega infatti che “una riduzione dell'archetipo a istinto sarebbe insufficiente. Perché, d'altra parte, ci si presenta come una parte legata all'intera esperienza umana”, attraverso il concetto di inconscio collettivo, così l'archetipo si acquisisce ed evolve, in contrasto con l'istinto, innato.
39. ↑  L'Homme et ses symboles, p. 76.
40. ↑  Károly Kerényi, Carl Gustav Jung, Paul Radin, Introduction à l'essence de la mythologie, Payot, Paris, 1941.
41. ↑  (FR) Les psychothérapies dans leurs histoires, Harmattan, 2000,  Vedi il capitolo "Jung e Ferenczi", ISBN 978-2-7384-9317-0. URL consultato il 22 febbraio 2021 (archiviato il 31 maggio 2021).
42. ↑  Vedere Introduction à la psychopathologie di Eric Corbobesse e Alain Braconnier, Elsevier-Masson, 2006, ISBN 9782294015014, p. 55.
43. ↑  Konrad Lorenz, Essais sur le comportement animal et humain: Les leçons de l'évolution de la théorie du comportement, Le Seuil, Paris, 1970, p. 332-333.
44. ↑  Gilbert Durand, «Science de l'homme et tradition», in Le nouvel esprit anthropologique, Berg International, coll. Essais, 2003, ISBN 9782900269107, p. 3.
45. ↑  Jacobi, p. 31.
46. ↑  Adolf Portmann, Les rites des animaux Eranos Jahrbuch,18-1950, pp. 413-432.
47. ↑  Vedi i loro vari commenti su questo argomento in Michel Cazenave (lavoro collettivo).
48. ↑  Michel Cazenave, Les hasards nécessaires: La synchronicité dans les rencontres qui nous transforment, en collaboration avec Jean-Francois Vezina, L'Homme, 2002,  (ISBN 2702871909).
49. ↑  La Synchronicité, p. 35.
50. ↑  La Synchronicité, p. 36.
51. ↑  Martin-Vallas François, «Vers une théorie de l’en-deçà de la représentation», Cahiers Jungiens de Psychanalyse, no 116, 2005, p. 33-40.
52. ↑  Martin-Vallas François, «Quelques remarques à propos de la théorie des archétypes et de son épistémologie», Revue de Psychologie Analytique, no 1, 2013, p. 99-134.
53. ↑  (en) Knox Jean, Londres, Routledge, 2003, 248 p. ISBN 978-1-58391-129-7, notice BnFno FRBNF39921998)
54. ↑  (en) Hogenson George, «The Baldwin effect: a neglected influence on C. G. Jung’s evolutionary thinking», Journal of Analytical Psychology, no 46, 2001, p. 591-611.
55. ↑  (en) Cambray Joe, Analytical Psychology: Contemporary Perspectives in Jungian Analysis, Bruner-Routledge, 2004, 296 p. ISBN 978-1-58391-999-6, p. 32-55.
56. ↑  (en) Hogenson George, «Archetypes as action patterns», Journal of Analytical Psychology, no 54, 2009, p. 325-337.
57. ↑  Vedere il capitolo «Jung, une psychanalyse ouverte à l'intuition religieuse», in L'Avenir d'une illusion par Sigmund Freud par Dalibor Frioux, Bréal, 2005, ISBN 9782749505596, p. 56.
58. ↑  Agnel, pp. 126-127.
59. ↑  Élisabeth Roudinesco, Carl Gustav Jung, De l’archétype au nazisme. dérives d’une psychologie de la différence, L’Infini, nº63, automne 1998.
60. ↑  Deirdre Bair, Jung, Flammarion, 2007, p.651-700 et p.728-749.
61. ↑  C. Gaillard, Jung, PUF, 2001.
62. ↑  L'Homme et ses symboles, pp. 78-79.
63. ↑  Vénus de Laussel, fotografia dell'originale conservata al Musée d'Aquitaine di Bordeaux.
64. ↑  per Jung, a differenza di Freud, non sono concetti fondamentali, ma semplicemente un archetipo della distribuzione dell'energia psichica.
65. 1 2  Vajravarahi Mandala, Tibet, XIX secolo.
66. ↑  Agnel, pp. 82-83.
67. ↑  Psychologie du transfert, p. 103.
68. ↑  Carl Gustav Jung, Problèmes de l'âme moderne, Buchet-Chastel, Paris, 1961, p. 280.
69. ↑  L'Énergétique psychique, p. 75.
70. ↑  Baudouin, p. 285.
71. ↑  Baudouin, p. 284.
72. ↑  Boudouin, p. 275 che prende come esempio letterario il bovarismo, p.  278.
73. ↑  Jolance Jacobi, La Psychologie de C. G. Jung, Buchet-Chatel, Neuchâtel, 1950, p. 30.
74. ↑  Carl Gustav Jung: «La materia archetipica che fluisce è il materiale da cui sono prodotte le malattie mentali», in lettere del 13 giugno 1955 a Pasteur Walter Bernet, riprodotte in La Réalité de l'âme, tome 2, Le Livre de poche, 2007, ISBN 978-2-253-13258-5, p. 1152.
75. ↑  Sur l'interprétation des rêves, p. 120.
76. ↑  Psychologie du transfert, p. 131.
77. ↑  Agnel, p. 17.
78. ↑  Psychologie du transfert, p. 94.
79. ↑  Les Racines de la conscience, « Réflexions théoriques sur la nature du psychisme », p. 539.
80. ↑  L'Homme et ses symboles, p. 96.
81. ↑  Baudouin, pp. 316-324.
82. ↑  Les archétypes littéraires et la théorie des archétypes de Jung (critique de la théorie de Jung), E. M. Meletinskij, Strumenti critici, (ISSN 0039-2618), Einaudi, 1993, vol. 8, nº 73, pp. 297-306.
83. ↑  Pierre Solié, La Femme essentielle. Mythanalyse de la Grande Mère et de ses fils-amants, Robert Laffont, Paris, 1980, ISBN 0-7391-0776-3
84. 1 2  Gilbert Durand, «Pas à pas mythocritique», in Champs de l’imaginaire, textes réunis par Danièle Chauvin, Grenoble, ELLUG, Ateliers de l’imaginaire, 1996, p. 230.
85. 1 2  Vedere in particolare per un'introduzione alla mitocritica e a questi autori il lavoro collettivo: Questions de mythocritique. Dictionnaire, sous la direction de Danièle Chauvin, André Siganos et Philippe Walter, Paris, Éditions Imago, 2005, ISBN 2-84952-009-8.
86. ↑  (en) Building Brands and Believers: how to connect with Consummer Marketing, vol. 3, N°2, Singapore, John Willey&Sons.
87. ↑  (en) The Hero and the Outlaw: Building Extraordinary Brands Through the Power of Archetypes, New York, McGraw-Hill, 2001, ISBN 0071364153.
88. ↑   Take a Test, su implicit.harvard.edu. URL consultato il 27 febbraio 2021 (archiviato il 17 dicembre 2020).
89. ↑   Wikiwix's cache, su archive.wikiwix.com. URL consultato il 27 febbraio 2021.
90. ↑  (en) Encounter with Neurobiology: The Response of Ritual Studies, Turner E. L. B., Blackwell Malden MA, États-Unis, Revue Zygon, 1986, vol. 21, no2, pp. 219-232.
91. ↑   Wikiwix's cache, su archive.wikiwix.com. URL consultato il 27 febbraio 2021.
92. ↑  Vedi per una sintesi degli studi effettuati su questo argomento (en) Victor Turner, «Body, Brain, and Culture», revue Cross currents, 1986, vol. 36, no 2, pp. 156-178, (ISSN 0011-1953) et dans la revue Zygon, 18(2), pp. 221-245.
93. ↑  Julian Jaynes, La Naissance de la Conscience dans l’effondrement de l’esprit, PUF, 1994, ISBN 978-2130450955, p. 44.
94. ↑  (en) Anthony Stevens, Archetype: a natural history of the self, Routledge, 1990, ISBN 9780415052207.
95. ↑  (en) Anthony Stevens, citato in Brain, culture and the human spirit da James B. Ashbrook, University Press of America, 1992, ISBN 9780819188540, p. 99
96. ↑  Ernest Lawrence Rossi, Psychobiologie de la guérison, Le souffle d'or, 2002, ISBN 9782840582090.

### Opere di Carl Gustav Jung
- Métamorphoses de l'âme et ses symboles, collana Livre de Poche, LGFª ed., 1996,  p. 770, ISBN 978-2-253-90438-0, Métamorphoses de l'âme et ses symboles. Titre de 1944: l'ancien titre (1911-1912) est Métamorphoses de l'âme et ses symboles
- Dialectique du moi et de l'inconscient, collana Folio, Gallimardª ed., 1986  [1933],  pp. 278, 334, ISBN 978-2-07-032372-2, Dialectique.
- Les Racines de la conscience, collana Le livre de poche, LGFª ed., 1995,  p. 706, ISBN 978-2-253-06250-9, Racines.
- L'Homme à la découverte de son âme, collana Hors collection, Albin Michelª ed., 1987  [1963],  p. 352, ISBN 978-2-226-02821-1, L'homme.
- (FR) Ma vie.Souvenirs, rêves et pensées recueillis par Aniéla Jaffé, collana Folio, Gallimardª ed., 1991,  p. 528, ISBN 978-2-07-038407-5, Mavie.
- Radin * e * Jung, Le Fripon divin, collana Jung, Georgª ed., 1997,  p. 203, ISBN 978-2-8257-0469-1, Fripon.
- Psychologie du transfert, Albin Michelª ed., 1980  [1946],  p. 224, ISBN 978-2-226-00924-1, Psychologie du transfert.
- (FR) L'Homme et ses symboles, collana Folio, Gallimardª ed., 1988,  p. 181, ISBN 978-2-07-032476-7, L'Homme et ses symboles.
- Psychogenèse des maladies mentales, collana Bibliothèque jungienne, Albin Michelª ed., 2001,  p. 383, ISBN 978-2-226-11569-0, Psychogenèse des maladies mentales.
- (FR) Sur l'interprétation des rêves, collana Livre de Poche, LGFª ed., 2000,  p. 320, ISBN 978-2-253-90463-2, Sur l'interprétation des rêves.
- Psychologie et pathologie des phénomènes dits occultes. Un cas de somnambulisme chez une fille d'origine pauvre (médium spirite) (1902). Thèse de doctorat, en psychiatrie, pp. 118-134., in L'Énergétique psychique, Georgª ed., 1973, L'Énergétique psychique.

### Studi e prove
- Deirdre Bair, Jung. Une biographie, collana Grandes Bio, Flammarionª ed., 2007,  p. 1312, ISBN 978-2-08-210364-0, Jdb.
- Jolande Jacobi, Complexe, archétype et symbole, collana Actualités Pédagogiques et Psychologiques, traduzione di Jacques Chavy, Delachaux et Niestléª ed., 1961, cas.
- Hubert Reeves, Michel Cazenave e Pierre Solié, La Synchronicité, l'âme et la science, collana Espaces libres, Albin Michelª ed., 1995,  p. 180, ISBN 978-2-226-07609-0, Lsas.
- (FR) Aimé Agnel, Michel Cazenave e Claire Dorly, Le Vocabulaire de Jung, collana Vocabulaire de..., Ellipsesª ed., 2005,  p. 106, ISBN 978-2-7298-2599-7, Le Vocabulaire de Jung.
- (FR) Charles Baudouin, L'Œuvre de Carl Jung et la psychologie complexe, collana numéro 133, Petite bibliothèque Payotª ed., 2002,  p. 522, ISBN 978-2-228-89570-5, Ojcb.
- (FR) Alain de Mijolla, Dictionnaire international de la psychanalyse, Hachetteª ed., 2005,  p. 2113, ISBN 978-2-01-279145-9, Dip.
- (FR) Henri F. Ellenberger, Histoire de la découverte de l'inconscient, Fayardª ed., 1994,  p. 974, ISBN 978-2-213-61090-0, Hdi.
- (FR) Jean-Loïc Le Quellec, Jung et les archétypes, Éditions Sciences humainesª ed., 2013,  p. 453, ISBN 978-2-36106-045-9..

### Articoli generali
- Psicologia analitica
- Inconscio (psicologia analitica)
- Carl Gustav Jung
- Pedagogia archetipica
- Inconscio collettivo
- individuazione

### Archetipi junghiani
- Anima e animus
- Bambino interiore
- Donna d'azione
- Donna di sublimazione
- Donna primitiva
- Saggia donna
- Donna selvaggia
- Grande Madre
- Uomo d'azione
- Uomo primitivo
- Uomo saggio
- Uomo seducente
- Ombra
- Persona
- Sé (psicologia analitica)
- Trickster
- Vecchio saggio